# クラシック音楽の曲名一覧
クラシック音楽の曲名一覧。
クラシック音楽の曲を五十音順に並べた一覧。
現時点では、記事になっている曲、他言語版や知名度からして将来的に記事化される可能性が高い曲などをリストにしている。
| あ | い | う | え | お |
| か | き | く | け | こ |
| さ | し | す | せ | そ |
| た | ち | つ | て | と |
| な | に | ぬ | ね | の |

| は | ひ | ふ | へ   | ほ   |
| ま | み | む | め   | も   |
| や |    | ゆ |      | よ   |
| ら | り | る | れ   | ろ   |
| わ | を | ん | 関連 | 関連 |

## 英数
- 0分00秒 (ケージ)
- 2台のピアノと打楽器のためのソナタ (バルトーク)
- 2台のピアノのための協奏曲【曖昧さ回避】
- 2台のピアノのための協奏曲 (ヴォーン・ウィリアムズ)
- 2台のピアノのための協奏曲 (ストラヴィンスキー)
- 2台のピアノのための協奏曲 (プーランク)
- 2台のピアノのための協奏曲 (ブルッフ)
- 2台のピアノのための協奏曲 変イ長調 (メンデルスゾーン)
- 2台のピアノのための協奏曲 ホ長調 (メンデルスゾーン)
- 2台のピアノのための協奏曲 (モーツァルト)
- 2台のピアノのための組曲 (ショスタコーヴィチ)
- 2台のピアノのための小協奏曲 (ショスタコーヴィチ)
- 2台のピアノのためのソナタ【曖昧さ回避】
- 2台のピアノのためのソナタ (ストラヴィンスキー)
- 2台のピアノのためのソナタ (ブラームス) → ピアノ五重奏曲 (ブラームス)
- 2台のピアノのためのソナタ (プーランク)
- 2台のピアノのためのソナタ (モーツァルト)
- 2台のマリンバのための嬉遊曲 (横山菁児)
- 2つのアラベスク (ドビュッシー)
- 2つのヴァイオリンと管弦楽のための二重協奏曲 (ホルスト)
- 2つのヴァイオリンのための協奏曲【曖昧さ回避】
- 2つのヴァイオリンのための協奏曲 (バッハ)
- 2つのヴァイオリンのためのソナタ (プロコフィエフ)
- 2つの映像 (バルトーク)
- 2つの演奏会用練習曲 (リスト)
- 2つのオーボエとイングリッシュホルンのための三重奏曲 (ベートーヴェン)
- 2つの悲しき旋律 (グリーグ)
- 2つのクラリネットのためのソナタ (プーランク)
- 2つの交響的断章 (ネリベル)
- 2つの詩曲 (スクリャービン)
- 2つの肖像 (バルトーク)
- 2つの小品【曖昧さ回避】
- 2つの小品 (ショスタコーヴィチ)
- 2つのスケルツォ (シューベルト)
- 2つのノルウェーの旋律 (グリーグ)
- 2つの舞曲 作品73 (スクリャービン)
- 2つのメロディ (グリーグ)
- 2つのラプソディ (ブラームス)
- 2つのレント (武満徹)
- 2つのロンド (ベートーヴェン)
- 3楽章の交響曲 (ストラヴィンスキー)
- 3つの映画音楽 (武満徹)
- 3つの演奏会用練習曲 (リスト)
- 3つの間奏曲 (ブラームス)
- 3つの幻想的な舞曲 (ショスタコーヴィチ)
- 3つのコラール (フランク)
- 3つのジャポニスム (真島俊夫)
- 3つの小品 (ニールセン)
- 3つの前奏曲 (ガーシュウィン)
- 3つの断章 (桑原洋明)
- 3つのドイツ舞曲 (シューベルト)
- 3つのドイツ舞曲 (モーツァルト)
- 3つの日本の抒情詩（ストラヴィンスキー）
- 3つのノヴェレッテ (プーランク)
- 3つのバイエルン舞曲 (エルガー)
- 3つのピアノ曲【曖昧さ回避】
- 3つのピアノ曲 (シューベルト)
- 3つのピアノ四重奏曲 (ベートーヴェン)
- 3つのピアノ小品 (シェーンベルク)
- 3つの無窮動 (プーランク)
- 3つのロシアの歌 (ラフマニノフ)
- 3つのロシアの主題による序曲第1番 (バラキレフ)
- 4声コラール集 (J.S.バッハ)
- 4つの歌 (ストラヴィンスキー)
- 4つの厳粛な歌 (ブラームス)
- 4つの最後の歌 (リヒャルト・シュトラウス)
- 4つの最後の歌 (ヴォーン・ウィリアムズ)
- 4つの小品【曖昧さ回避】
- 4つの小品 (ブラームス)
- 4つの小品 (ベルク)
- 4つの新聞記事 (モソロフ)
- 4つの即興曲 D 899 (シューベルト)
- 4つの即興曲 D 935 (シューベルト)
- 4つのデュエット (J.S.バッハ)
- 4つの伝説曲 → レンミンカイネン組曲 (シベリウス)
- 4つの挽歌 (バルトーク)
- 4つのリズム・エチュード (メシアン)
- 4つのロシア農民の歌 (ストラヴィンスキー)
- 4年間の歩哨兵勤務 (シューベルト)
- 4手のためのピアノソナタ (プーランク)
- 4手のためのピアノソナタ (ベートーヴェン)
- 4台のティンパニのための8つの小品 (カーター)
- 4分33秒 (ケージ)
- 4本のホルンと管弦楽のためのコンツェルトシュテュック (シューマン)
- 5つのヴェネツィアの歌 (フォーレ)
- 5つの管弦楽曲 (シェーンベルク)
- 5つの小品【曖昧さ回避】
- 5つの前奏曲【曖昧さ回避】
- 5つの前奏曲 (ヴィラ＝ロボス)
- 5つの前奏曲 (ショスタコーヴィチ)
- 5つの断章【曖昧さ回避】
- 5つの断章 (ヴェーベルン)
- 5つの断章 (ショスタコーヴィチ)
- 5つのモノローグ (信長貴富)
- 5つの夜想曲 (サティ)
- 5つのルシャン（メシアン）
- 5声の協奏曲集 作品9 (アルビノーニ)
- 5昼夜 (ショスタコーヴィチ)
- 6つの歌 作品56 (リヒャルト・シュトラウス)
- 6つの協奏曲 作品11 (ヴィヴァルディ)
- 6つの弦楽のためのソナタ (ロッシーニ)
- 6つの古代碑銘 → ビリティスの歌#6つの古代碑銘 (ドビュッシー)
- 6つの小品【曖昧さ回避】
- 6つの小品 (ヴェーベルン)
- 6つの小品 (ブラームス)
- 6つのソナタ 作品5 (ヴィヴァルディ)
- 6つのトリオ・ソナタ (J.S.バッハ)
- 6つのバガテル (ベートーヴェン)
- 6つのメヌエット (ベートーヴェン)
- 6つのレントラー舞曲 (モーツァルト)
- 6人組のアルバム (オネゲル、オーリック、タイユフェール、デュレ、プーランク、ミヨー共作)
- 7月14日 (イベール、オーリック、ミヨー、ルーセル、ケクラン、オネゲル、ラザリュス共作)
- 7つの幻想曲 (ブラームス)
- 7つの初期の歌曲 (ベルク)
- 7つのスペイン民謡 (ファリャ)
- 7つの俳諧 (メシアン)
- 7つのバガテル (ベートーヴェン)
- 7つの封印の書 (フランツ・シュミット)
- 8つの演奏会用練習曲 (カプースチン)
- 8つの小品 (ブラームス)
- 8つの小品 (ブルッフ)
- 8つのノヴェレッテ (シューマン)
- 8つのロシア民謡 (リャードフ)
- 10の格言集 (ショスタコーヴィチ)
- 11楽器のためのラグタイム (ストラヴィンスキー)
- 11の新しいバガテル (ベートーヴェン)
- 12のインヴェンション (間宮芳生)
- 12の協奏曲 作品7 (ヴィヴァルディ)
- 12のスペイン舞曲 (グラナドス)
- 12の二重奏曲 (モーツァルト)
- 12の練習曲 (ヴィラ＝ロボス)
- 13管楽器のための組曲 (リヒャルト・シュトラウス)
- 13管楽器のためのセレナード (リヒャルト・シュトラウス)
- 13管楽器のためのセレナード → グラン・パルティータ (モーツァルト)
- 15の即興曲 (プーランク)
- 15のハンガリーの農民の歌 (バルトーク)
- 16世紀のシャンソンによる変奏曲 (諏訪雅彦)
- 17のポーランドの歌 (ショパン)
- 18人の音楽家のための音楽 (ライヒ)
- 24の奇想曲 (パガニーニ)
- 24の前奏曲 (カバレフスキー)
- 24の前奏曲 (ショスタコーヴィチ)
- 24の前奏曲とフーガ (ショスタコーヴィチ)
- 42の奇想曲もしくは練習曲 (クレゼール (クロイツェル))
- 44のヴァイオリン二重奏曲 (バルトーク)
- 48のモチーフ集―エスキス (アルカン)
- 60の練習曲によるヴィルトゥオーゾ・ピアニスト (アノン)
- 76本のトロンボーン (メレディス・ウィルソン)
- 1812年 (チャイコフスキー)
- 1941年 (プロコフィエフ)
- 1984年 (マゼール)
- Alas de Hierro 〜虚空に散った若き戦士たちへの鎮魂歌〜 (天野正道)
- BUGAKU (黛敏郎)
- F.A.E.ソナタ (ディートリヒ、ブラームス、シューマン)
- Forest of the piano (篠原敬介)
- G線上のアリア → 管弦楽組曲 (J.S.バッハ)
- IN TERRA PAX (荻久保和明)
- J.F.Kのためのエレジー (ストラヴィンスキー)
- Longing from a hug (藤倉大)
- Longing from afar (藤倉大)
- Mirrors (藤倉大)
- N.ドゼードの「リゾンは森で眠っていた」による9つの変奏曲 (モーツァルト)
- On Time and the Instrumental Factor (フェルドマン)
- SF交響ファンタジー (伊福部昭)
- T.S.エリオットへのオマージュ (グバイドゥーリナ)
- THE SIXTY (鈴木優人)
- Tボーン協奏曲 (デ・メイ)
- V.R.のポルカ (ラフマニノフ)
- WTC 9/11 (ライヒ)

## あ行

### あ
- ああ愛する人の → 古典様式による36のアリア (ドナウディ)
- ああ、不実なる人よ (ベートーヴェン)
- アイオリスの人々 (フランク)
- アイ・ガット・リズム変奏曲 (ガーシュウィン)
- 愛国歌 (グリンカ)
- アイーダ (ヴェルディ)
- 哀悼歌 (ブラームス)
- 哀悼行事 → 神の時こそいと良き時 (J.S.バッハ)
- 愛と海の詩 (ショーソン)
- 愛と暴力のレッスン (ジョージ・ベンジャミン)
- 愛に満ちた処女よ (ドゥランテ)
- アイネ・クライネ・ナハトムジーク または 小夜曲 (モーツァルト)
- 愛の挨拶 (エルガー)
- 愛の歌 (ヨハン・シュトラウス2世)
- 愛の歌 (ブラームス)
- 愛の悲しみ (クライスラー)
- 愛の賛歌 (ニールセン)
- 愛の真珠 (ヨーゼフ・シュトラウス)
- 愛の手紙 (ツィーラー)
- 愛の伝説 (メリコフ)
- 愛の妙薬 (ドニゼッティ)
- 愛の夢 (リスト)
- 愛の喜び (クライスラー)
- 愛の喜びは (マルティーニ)
- アイノラ抒情曲集 (吉松隆)
- アイルランド交響曲 (ハーティ)
- アヴェ・ヴェルム・コルプス (モーツァルト)
- アヴェ・マリア → エレンの歌第3番 (シューベルト)
- アヴェ・マリア (グノー)
- あおい (リヒャルト・シュトラウス)
- 青い水平線 (チェザリーニ)
- 青いメッセージ (髙嶋みどり)
- 青ひげ (オッフェンバック)
- 青ひげ公の城 (バルトーク)
- 青列車 (ミヨー)
- 赤いけしの花 (グリエール)
- 赤い陣羽織 (大栗裕)
- 赤いりんご (オッフェンバック)
- 赤ずきん (キュイ)
- 暁の歌 (シューマン)
- 暁は光と闇とを分かつ → アマランタの4つの歌 (トスティ)
- 赤とんぼ (山田耕筰)
- 明るい小川 (ショスタコーヴィチ)
- 秋 (シューベルト)
- 秋 (プロコフィエフ)
- 秋空に (上岡洋一)
- 秋に (グリーグ)
- 悪魔とカーチャ (ドヴォルザーク)
- 悪魔の壁（スメタナ）
- 悪魔のスケルツォ (アルカン)
- 悪魔のトリル (タルティーニ)
- 悪魔のロベール (マイアベーア)
- アグリッピナ (ヘンデル)
- 揚げひばり (ヴォーン・ウィリアムズ)
- アゴン (ストラヴィンスキー)
- 朝7時に湯治場で二流のオーケストラによって初見で演奏された「さまよえるオランダ人」序曲 (ヒンデミット)
- 朝の歌 (エルガー)
- 朝の新聞 (ヨハン・シュトラウス2世)
- 悪しき世よ、われは汝に頼まじ (バッハ)
- 明日！ (リヒャルト・シュトラウス)
- 明日のりんご (高嶋みどり)
- 蘆屋乙女 (尾高尚忠)
- アステリズム (武満徹)
- アストゥリアス（伝説） (アルベニス)
- ア・ストリング・アラウンド・オータム (武満徹)
- あずまや (ヨハン・シュトラウス2世)
- アスラエル交響曲 (スク)
- アーセナル (ヴァン・デル・ロースト)
- あたかも風のように (アルカン)
- アダージョ ロ短調 (モーツァルト)
- アダージョとアレグロ (シューマン)
- アダージョとロンド・コンチェルタンテ (シューベルト)
- 新しい歌 (信長貴富)
- アッシジの聖フランチェスコ (メシアン)
- アッシャー家の崩壊 (ドビュッシー)
- アッティカ (ジェフスキー)
- アッティラ (ヴェルディ)
- アテネの廃墟 (ベートーヴェン)
- アデライード協奏曲 (モーツァルト偽作、マリウス・カサドシュ)
- アトム・ハーツ・クラブ・カルテット (吉松隆)
- アトランティーダ (ファリャ)
- アドリアーナ・ルクヴルール (チレア)
- アナクラシス (ペンデレツキ)
- あなたが欲しい →　ジュ・トゥ・ヴー (サティ)
- あなたは今忠実ね (モーツァルト)
- アヌッシュ (ティグラニアン)
- アパッショナート (ネリベル)
- アパラチアの春 (コープランド)
- アブ・ハッサン (ウェーバー)
- アブラハムとイサク (ストラヴィンスキー)
- アフリカ (サン＝サーンス)
- アフリカの女 (マイアベーア)
- アベッグ変奏曲 (シューマン)
- アポロとヒュアキントゥス (モーツァルト)
- 雨だれ → 前奏曲 (ショパン)
- アマランタの4つの歌 (トスティ)
- アマリッリ (カッチーニ)
- アマールと夜の訪問者 (メノッティ)
- 雨 (多田武彦)
- アメリカ (ヴァレーズ)
- アメリカ組曲 (ドヴォルザーク)
- アメリカ祝典序曲 (ウィリアム・シューマン)
- アメリカ野砲隊 (スーザ)
- アメリカン・パトロール (ミーチャム)
- 雨を描く14の方法 (アイスラー)
- アーメンの幻影 (メシアン)
- 操り人形の葬送行進曲 (グノー)
- 嵐 (マルタン)
- アラジン (カール・デイヴィス)
- アラジン (ニールセン)
- アラベスク (シューマン)
- アラベスク →  2つのアラベスク (ドビュッシー)
- アラベラ (リヒャルト・シュトラウス)
- あらゆる意味にでっちあげられた数章 (サティ)
- アランの名による前奏曲とフーガ (デュリュフレ)
- アランフエス協奏曲 (ロドリーゴ)
- アリアーヌと青ひげ (デュカス)
- アリオダンテ (ヘンデル)
- アルヴァマー序曲 (バーンズ)
- ある貴紳のための幻想曲 (ロドリーゴ)
- アルザスの風景 (マスネ)
- アルジェのイタリア女 (ロッシーニ)
- アルジェリア組曲 (サン＝サーンス)
- ある生涯 (ジェフスキー)
- 主人は冷たい土の中に (フォスター)
- アルチェステ (グルック)
- アルチーナ (ヘンデル)
- アルテュス王 (ショーソン)
- ある伝説 → エン・サガ (シベリウス)
- アルテンベルク歌曲集 (ベルク)
- アルト・サクソフォーンと弦楽オーケストラのための協奏曲 (グラズノフ)
- アルト・ラプソディ (ブラームス)
- アルハンブラの思い出 (タレガ)
- アルビノーニのアダージョ (アルビノーニ偽作、ジャゾット)
- アルビレオ・モード (吉松隆)
- アルフォンゾとエストレッラ (シューベルト)
- アルプス交響曲 (リヒャルト・シュトラウス)
- アルプスの鐘 (エステン)
- アルプスの夕映え (エステン)
- アル・フレスコ (フサ)
- アルフレート (ドヴォルザーク)
- アルペジョーネソナタ (シューベルト)
- アルマゲドンの夢 (藤倉大)
- ある真夜中に (千原英喜)
- アルミーダ (ロッシーニ)
- アルミード (グルック)
- アルミーラ (ヘンデル)
- アルメニア狂詩曲 (イッポリトフ＝イワノフ)
- アルメニア狂詩曲第1番 (コミタス)
- アルメニアン・ダンス (リード)
- アルルの女 (チレア)
- アルルの女 (ビゼー)
- アルレキナーダ (ドリゴ)
- アレクサンダーの饗宴 (ヘンデル)
- アレクサンドル・ネフスキー (プロコフィエフ)
- アレクサンドル・ブロークの詩による7つの歌曲 (ショスタコーヴィチ)
- アレグリとモーツァルト システィーナ礼拝堂にて (リスト)
- アレグロK.372 (モーツァルト)
- アレグロ・アパショナート (サン＝サーンス)
- アレグロ・バルバロ (バルトーク)
- アレコ (ラフマニノフ)
- アンゴー夫人の娘 (ルコック)
- アンジェーロ (キュイ)
- アン女王の誕生日のための頌歌 (ヘンデル)
- 「あんたがたどこさ」の主題による幻想曲 (林大地)
- アンタール (リムスキー＝コルサコフ)
- アンダルシア協奏曲 (ロドリーゴ)
- アンダンテ・スピアナートと華麗なる大ポロネーズ (ショパン)
- アンダンテとフィナーレ (チャイコフスキー)
- アンダンテと変奏曲 (シューマン)
- アンダンテと変奏曲ヘ短調 (ハイドン)
- アンダンテ・ファヴォリ (ベートーヴェン)
- アンダンテ・フェスティーヴォ (シベリウス)
- アントゥル=タン (武満徹)
- アンドレア・シェニエ (ジョルダーノ)
- アントワープ讃歌 (ヴァン・デル・ロースト)
- アンナ・ボレーナ (ドニゼッティ)
- アンネン・ポルカ (ヨハン・シュトラウス1世)
- アンネン・ポルカ (ヨハン・シュトラウス2世)

### い
- イヴェリア (イッポリトフ＝イワノフ)
- イヴの歌 (フォーレ)
- イエス賛歌 (ホルスト)
- イエス十二弟子を召寄せて (J.S.バッハ)
- イエスよ、汝わが魂を (J.S.バッハ)
- イエス、わが喜び (J.S.バッハ)
- イェーダーマン (シベリウス)
- イェヌーファ (ヤナーチェク)
- イオランタ (チャイコフスキー)
- 錨を上げて (チャールズ・ツィマーマン)
- イギリス → 交響曲第8番 (ドヴォルザーク)
- イギリス組曲 (バッハ)
- イギリス民謡組曲 (ヴォーン・ウィリアムズ)
- 行け、怒りにかられて (モーツァルト)
- 異国の鳥たち (メシアン)
- イーゴリ公 (ボロディン)
- いざ来ませ、異邦人の救い主よ (BWV61) (J.S.バッハ)
- イザヤの預言 (髙田三郎)
- 石の客 (ダルゴムイシスキー)
- 石の花 (プロコフィエフ)
- イシュタル (ダンディ)
- 衣装をつけろ → 道化師 (レオンカヴァッロ)
- イスの王様 (ラロ)
- イスファハンの薔薇 (フォーレ)
- 泉 (ドリーブ、ミンクス)
- イスラメイ (バラキレフ)
- イソップの饗宴 (アルカン)
- イタリア歌曲集 (ヴォルフ)
- イタリアから (リヒャルト・シュトラウス)
- イタリア奇想曲 (チャイコフスキー)
- イタリア協奏曲 (J.S.バッハ)
- イタリアの印象 (G.シャルパンティエ)
- イタリアのトルコ人 (ロッシーニ)
- イタリアのハロルド (ベルリオーズ)
- イタリア風序曲 (シューベルト)
- イタリア風セレナーデ (ヴォルフ)
- 市場の婦人がた (オッフェンバック)
- イ調のセレナーデ (ストラヴィンスキー)
- いつくしみ深き（星の世界）(チャールズ・コンヴァース)
- 五つの童画 (三善晃)
- 糸杉と月桂樹 (サン＝サーンス)
- いと尊きわがイエスは見失われぬ (J.S.バッハ)
- イドメネオ (モーツァルト)
- 糸をつむぐグレートヒェン (シューベルト)
- 犬のためのぶよぶよとした前奏曲 (サティ)
- 犬のためのぶよぶよとした本当の前奏曲 (サティ)
- 祈り (トスティ)
- 祈り〜A PRAYER (河邊一彦)
- 威風堂々 (エルガー)
- 伊福部昭のモチーフによる讃 (原田甫、石井眞木、眞鍋理一郎、今井重幸、松村禎三、三木稔、芥川也寸志、池野成、黛敏郎共作)
- イベリア (アルベニス)
- イベリア → 映像 (ドビュッシー)
- イポリートとアリシー (ラモー)
- いまぼくに (信長貴富)
- いやいやながらの王様 (シャブリエ)
- イリス (マスカーニ)
- イル・トロヴァトーレ (ヴェルディ)
- イルメリン (ディーリアス)
- 岩 (ラフマニノフ)
- イワン雷帝 (プロコフィエフ)
- インヴィクタ序曲 (スウェアリンジェン)
- インヴェンションとシンフォニア (J.S.バッハ)
- イングランドの女王エリザベッタ (ロッシーニ)
- イングリッシュ・カントリー・チューンズ (フィニスィー)
- 隠棲 (ヴォルフ)
- インディゴと40人の盗賊 (ヨハン・シュトラウス2世)
- インテルメッツォ (リヒャルト・シュトラウス)
- 印度 (山田一雄)

### う
- ヴァイオリン協奏曲　→　ヴァイオリン協奏曲の一覧参照
- ヴァイオリンソナタ　→　ヴァイオリンソナタの一覧参照
- ヴァイオリンとヴィオラのための協奏交響曲 (モーツァルト)
- ヴァイオリンとヴィオラのための二重奏曲 (モーツァルト)
- ヴァイオリンと管弦楽のためのアダージョ → ヴァイオリン協奏曲第5番 (モーツァルト)
- ヴァイオリンとチェロのためのソナタ (ラヴェル)
- ヴァイオリンとチェロのための二重協奏曲 (ブラームス)
- ヴァイオリンとピアノのための協奏曲 (フンメル)
- ヴァイオリンとピアノのための協奏曲 (モーツァルト)
- ヴァイオリンとピアノのための幻想曲 (シューベルト)
- ヴァイオリンとピアノのためのソナチネ (シューベルト)
- ヴァイオリンとピアノのためのソナチネ (ドヴォルザーク)
- ヴァイオリンのためのロマンス (エルガー)
- ヴァイオリン、ピアノと弦楽四重奏のための協奏曲 (ショーソン)
- ヴァイオリン、ピアノと弦楽のための協奏曲 (メンデルスゾーン)
- ヴァイオリン・フェイズ (ライヒ)
- ヴァイラの歌 (ヴォルフ)
- ウアパンゴ (モンカイヨ)
- ヴァルス＝カプリス (フォーレ)
- ヴァレリア (武満徹)
- ヴァレンシアの寡婦 → バレンシアの寡婦 (ハチャトゥリアン)
- ヴィオラ（スメタナ）
- ヴィオラ協奏曲 (ウォルトン)
- ヴィオラ協奏曲 (グバイドゥーリナ)
- ヴィオラ協奏曲 (シュニトケ)
- ヴィオラ協奏曲 (テレマン)
- ヴィオラ協奏曲 (バルトーク)
- ヴィオラソナタ (ヴュータン)
- ヴィオラソナタ (ショスタコーヴィチ)
- ヴィオラソナタ (メンデルスゾーン)
- ヴィクトリア女王讃歌 (ヨハン・シュトラウス1世)
- ウィリアム・テル (ロッシーニ)
  - ウィリアム・テル序曲 (ロッシーニ)
- ウィリアム・ラトクリフ (キュイ)
- ウィンザーの陽気な女房たち (ニコライ)
- ウィーン気質 (ヨハン・シュトラウス2世)
- ウィーン気質 (オペレッタ) (ヨハン・シュトラウス2世)
- ウィーン古典舞曲集 →　愛の喜び、愛の悲しみ、美しきロスマリン (クライスラー)
- ウィーン市民 (ツィーラー)
- ウィーンの朝・昼・晩 (スッペ)
- ウィーンのカリオストロ (ヨハン・シュトラウス2世)
- ウィーンの謝肉祭の道化 (シューマン)
- ウィーンの辻馬車の歌 (ピック)
- ウィーンのボンボン (ヨハン・シュトラウス2世)
- ウィーンの森の物語 (ヨハン・シュトラウス2世)
- ウィーンはいつもウィーン (シュランメル)
- ウィーン娘 (ツィーラー)
- ウィーン巡り (バイヤー)
- ウェイヴァリー (ベルリオーズ)
- ヴェクサシオン (サティ)
- ヴェスタの火 (ベートーヴェン)(未完、断片)
- ヴェスタの巫女 (スポンティーニ)
- ウエスト・サイド物語 (バーンスタイン)
- ヴェーゼンドンク歌曲集 (ワーグナー)
- ヴェニスの謝肉祭 (パガニーニ)
- ヴェネツィアとナポリ → 巡礼の年 (リスト)
- ヴェネツィアの一夜 (ヨハン・シュトラウス2世)
- ウェーバーの主題による交響的変容 (ヒンデミット)
- ウェリントンの勝利 (ベートーヴェン)
- ヴェルジーのジェンマ (ドニゼッティ)
- ヴェルディ編曲集 (フィニスィー)
- ウェルテル (マスネ)
- ヴェロニック (メサジェ)
- ウェンロック・エッジで (ヴォーン・ウィリアムズ)
- 声 (武満徹)
- ヴォカリーズ (ラフマニノフ)
- ヴォツェック (ベルク)
- ヴォルケーノ (ヴァン・デル・ロースト)
- ヴォルーミナ (リゲティ)
- ヴォロニンツェの落穂拾い (リスト)
- ウクライナの主題による狂詩曲 (リャプノフ)
- 牛追いヒュー (ヴォーン＝ウィリアムズ)
- 失われた小銭への怒り (ベートーヴェン)
- 渦 (細川俊夫)
- うた (武満徹)
- 歌と踊り (モンポウ)
- 歌と踊り (ルイス＝ピポー)
- 宇宙の音楽 (スパーク)
- 宇宙の審判 (デ・ナルディス)
- うっかり者 → 交響曲第60番 (ハイドン)
- 美しい水の祭典 (メシアン)
- 美しいメルジーネの物語 (メンデルスゾーン)
- 美しい夜、おお、恋の夜よ (ホフマンの舟歌) → ホフマン物語 (オッフェンバック)
- 美しい訣れの朝 (中田喜直)
- 美しきエレーヌ (オッフェンバック)
- 美しきガラテア (スッペ)
- 美しき水車小屋の娘 (シューベルト)
- 美しきパースの娘 (ビゼー)
- 美しきロスマリン (クライスラー)
- 美しく青きドナウ (ヨハン・シュトラウス2世)
- 海 (ドビュッシー)
- 海 (藤倉大)
- 海 (船川利夫)
- 海 (ブリッジ)
- 海、静かな海 (細川俊夫)
- 海鳥の詩 (廣瀬量平)
- 海の嵐 (ヴァイオリン協奏曲) (ヴィヴァルディ)
- 海の嵐 (フルート協奏曲) (ヴィヴァルディ)
- 海の歌 (ヴォーン・ウィリアムズ)
- 海の詩 (廣瀬量平)
- 海の絵 (エルガー)
- 海の日記帳 (三善晃)
- 海へ (武満徹)
- 海を越える握手 (スーザ)
- 裏切り者なる愛よ (J.S.バッハ)
- 憾 (瀧廉太郎)
- 売られた花嫁 (スメタナ)
- 憂いもなく (ヨーゼフ・シュトラウス)
- ウレオ川の氷解 (シベリウス)
- 浮気心 → 心うきうき (ヨハン・シュトラウス2世)
- うわごと (ヨーゼフ・シュトラウス)
- ウンター・デン・リンデン (ヨハン・シュトラウス3世)
- ウンディーナ (チャイコフスキー)
- 運命 → 交響曲第5番 (ベートーヴェン)
- 運命 (チャイコフスキー)
- 運命 (ヤナーチェク)
- 運命の歌 (ブラームス)
- 運命の力 (ヴェルディ)
- 運命の女神の歌 (ブラームス)

### え
- エア (武満徹)
- 永遠の愛 (ブラームス)
- 栄光の身体 (メシアン)
- エイシスとガラテア (ヘンデル)
- 映像 (ドビュッシー)
- 英雄 → 交響曲第3番 (ベートーヴェン)
- 英雄行進曲 (サン＝サーンス)
- 英雄的な子守歌 (ドビュッシー)
- 英雄の歌 (ドヴォルザーク)
- 英雄の生涯 (リヒャルト・シュトラウス)
- 英雄の嘆き (リスト)
- 英雄ポロネーズ (ショパン)
- エヴリアリ (クセナキス)
- エウリディーチェ (ペーリ)
- エオリアン・ハープ → 練習曲 (ショパン)
- エクストリーム・ベートーヴェン (デ・メイ)
- エクストリーム・メイクオーヴァー (デ・メイ)
- エクスルターテ・ユビラーテ (モーツァルト)
- エクセルシオール! (ステーンハンマル)
- エグドン・ヒース (ホルスト)
- エグモント (ベートーヴェン)
- エグモント (アッペルモント)
- エクローグ (フィンジ)
- エコセーズ (ショパン)
- エジプト行進曲 (ヨハン・シュトラウス2世)
- エジプトのイスラエル人 (ヘンデル)
- エジプトの十字軍 (マイアベーア)
- エジプトのジュリアス・シーザー (ヘンデル)
- エスタンシア (ヒナステラ)
- エステル (ヘンデル)
- エスメラルダ (プーニ)
- エッフェル塔の花嫁花婿 (オーリック、ミヨー、プーランク、オネゲル、タイユフェール共作)
- エディプス王 (エネスク)
- エディプス王 (ストラヴィンスキー)
- エドガール (プッチーニ)
- エトワール (シャブリエ)
- エニグマ変奏曲 (エルガー)
- 絵のような風景 (マスネ)
- エフゲニー・オネーギン (チャイコフスキー)
- エボニー協奏曲 (ストラヴィンスキー)
- 選ばれし乙女 (ドビュッシー)
- エリーゼのために (ベートーヴェン)
- エリヤ (メンデルスゾーン)
- エル・カピタン (スーザ)
- エル・カミーノ・レアル (リード)
- エルサレム (パリー)
- エル・サロン・メヒコ (コープランド)
- エルデーディ四重奏曲 (ハイドン)
- エルナーニ (ヴェルディ)
- エルベのほとりで (ヨハン・シュトラウス2世)
- エルミオーネ (ロッシーニ)
- エレクトラ (リヒャルト・シュトラウス)
- エレクトリック・カウンターポイント (ライヒ)
- エレジー (フォーレ)
- エロイカ → 交響曲第3番 (ベートーヴェン)
- エロイカ変奏曲 (ベートーヴェン)
- エロディアード (マスネ)
- エローラ交響曲 (芥川也寸志)
- 遠景 I (細川俊夫)
- エン・サガ (シベリウス)
- 演奏会用アレグロ (エルガー)
- 演奏会用アレグロ (ショパン)
- 演奏会用ソナタ (アルカン)
- 艶なる宴 (ドビュッシー)
- 遠方から (ヨーゼフ・シュトラウス)

### お
- オイリアンテ (ウェーバー)
- 追分節考 (柴田南雄)
- オーヴェルニュの歌 (カントルーブ)
- 王冠 (ウォルトン)
- 王宮の花火の音楽 (ヘンデル)
- 黄金時代 (ショスタコーヴィチ)
- 大いなる秋田 (石井歓)
- おお永遠、そは雷のことば (J.S.バッハ)
- 大きな古時計 (ワーク)
- おお、コロンビーナ → 道化師 (レオンカヴァッロ)
- 大阪俗謡による幻想曲 (大栗裕)
- おおスザンナ (フォスター)
- おお、聖なる饗宴よ (メシアン)
- 大波の魔術 (トルミス)
- お菓子の世界 (湯山昭)
- お菊さん (メサジェ)
- 奥様女中 (ペルゴレージ)
- オーケストラのための2つのタブロー'65 (間宮芳生)
- 幼子イエスに注ぐ20の眼差し (メシアン)
- オジーヴ (サティ)
- おしゃべり女 (ヨーゼフ・シュトラウス)
- おしゃべりなかわいい口 (ヨーゼフ・シュトラウス)
- おしゃべりはやめて、お静かに (J.S.バッハ)
- オーストリアの村つばめ (ヨーゼフ・シュトラウス)
- オセロ (ドヴォルザーク) → 自然と人生と愛
- オセロ (リード)
- 堕ちたる天女 (山田耕筰)
- オックスフォード悲歌 (ヴォーン・ウィリアムズ)
- オデコのこいつ (三善晃)
- オテロ (ヴェルディ)
- オテロ (ロッシーニ)
- おとぎ話 (シューマン)
- おとぎ話 (ディーリアス)
- おとぎ話 (メトネル)
- おとぎ話 (ヤナーチェク)
- 男たちはいつもつまみ食いしたがる (モーツァルト)
- 音の絵 (ラフマニノフ)
- 音の星座 (湯山昭)
- 踊れ、優しい娘よ (ドゥランテ)
- おのがものを取りて、行け (J.S.バッハ)
- オーパス・ナンバー・ズー (ベリオ)
- オーバード (プーランク)
- オフェーリアの健康回復に寄せて (コルネッティ、サリエリ、モーツァルト共作)
- オプス・クラヴィチェンバリスティクム (ソラブジ)
- オプリーチニク (チャイコフスキー)
- オベルト (ヴェルディ)
- オベールの主題によるロンディーノ (チェルニー)
- オベロン (ウェーバー)
- オーボエ協奏曲 (ヴォーン・ウィリアムズ)
- オーボエ協奏曲 (リヒャルト・シュトラウス)
- オーボエ協奏曲 (マルチェッロ)
- オーボエ協奏曲 (モーツァルト)
- オーボエ、クラリネット、ホルン、ファゴットと管弦楽のための協奏交響曲 (モーツァルト)偽作
- オーボエ四重奏曲 (モーツァルト)
- オーボエソナタ (サン＝サーンス)
- オーボエソナタ (プーランク)
- オーボエとピアノのための幻想的小品 (ニールセン)
- おほなゐ 〜1995.1.17 阪神淡路大震災へのオマージュ〜 (天野正道)
- おまえが欲しい → ジュ・トゥ・ヴー (サティ)
- お前を讃える栄光のために (ボノンチーニ)
- 思いがけないめぐり会い (グルック)
- 思い出すために (信長貴富)
- 思い出 (ドルドラ)
- おもちゃの交響曲 (アンゲラー)
- おもちゃの兵隊の観兵式 (イェッセル)
- おもちゃ箱 (ドビュッシー)
- お休み、お前はほんとのお馬鹿さん (モーツァルト)
- おらしょ (千原英喜)
- オランゴ (ショスタコーヴィチ)
- オランダの巨匠たち (デ・メイ)
- オランダの交響曲 (アンドリーセン)
- オリーヴ山上のキリスト (ベートーヴェン)
- オリエンタル (キュイ)
- オリオン・マシーン (吉松隆)
- オリジナル・ラグ (ジョプリン)
- オーリードのイフィジェニー (グルック)
- オリー伯爵 (ロッシーニ)
- オリンピック東京大会ファンファーレ (今井光也)
- オルガン²/ASLSP (ケージ)
- オルガン協奏曲 (バッハ)
- オルガン協奏曲（オルガン、弦楽とティンパニのための協奏曲） (プーランク)
- オルガン協奏曲集作品4 (ヘンデル)
- オルガン協奏曲集作品7 (ヘンデル)
- オルガン交響曲第3番 (ヴィエルヌ)
- オルガンソナタ第1番 (エルガー)
- オルガン付き → 交響曲第3番 (サン＝サーンス)
- オルガンとオーケストラのための「響」 (芥川也寸志)
- オルガンの書 (メシアン)
- オルフェウス (ストラヴィンスキー)
- オルフェウス (リスト)
- オルフェウス・カドリーユ (ヨハン・シュトラウス2世)
- オルフェオ (モンテヴェルディ)
- オルフェオとエウリディーチェ (グルック)
- オルランド (ヘンデル)
- オルレアンの少女 (チャイコフスキー)
- 俺の尻をなめろ (モーツァルト)
- オロンテーア (チェスティ)
- 終わりなき歌 (ショーソン)
- 音楽おもちゃ箱 (グバイドゥーリナ)
- 音楽祭のプレリュード (リード)
- 音楽に寄せて (シューベルト)
- 音楽の捧げもの (J.S.バッハ)
- 音楽の冗談 (モーツァルト)
- 音楽の玉手箱 (リャードフ)
- 音楽へのセレナード (ヴォーン・ウィリアムズ)
- 音響空間 (グリゼー)
- オン・ザ・タウン (バーンスタイン)
- 音色、空間、運動 (デュティユー)
- オンド・マルトノ協奏曲 (ジョリヴェ)
- 女心 (ヨーゼフ・シュトラウス)
- 女に (鈴木輝昭)
- 女の愛と生涯 (シューマン)
- 女の面目 (ヨーゼフ・シュトラウス)
- オンファールの糸車 (サン＝サーンス)
- オンブラ・マイ・フ → セルセ (ヘンデル)

## か行

### か
- 快活の人、沈思の人、温和の人 (ヘンデル)
- 悔悟節のための4つのモテット (プーランク)
- 海賊 (アダン)
- 海賊 (ベルリオーズ)
- 外套 (プッチーニ)
- 怪盗団 (スッペ)
- 海道東征 (信時潔)
- 甲斐なきセレナーデ (ブラームス)
- ガイーヌ または ガヤネー (ハチャトゥリアン)
- カイロの隊商 (グレトリ)
- カヴァティーナ (サン＝サーンス)
- カヴァレリア・ルスティカーナ (マスカーニ)
- ガヴォット (ゴセック)
- かかし王子 (バルトーク)
- 画家マティス (オペラ) (ヒンデミット)
- 画家マティス (交響曲) (ヒンデミット)
- 鏡 (ラヴェル)
- 炎の挽歌 (西村朗)
- 家具の音楽 (サティ)
- 革命のエチュード → 練習曲作品10-3 (ショパン)
- 火刑台上のジャンヌ・ダルク (オネゲル)
- 影のない女 (リヒャルト・シュトラウス)
- かごかき (貴志康一)
- カシオペア (武満徹)
- 鍛冶屋ヴィーラント (ヒトラー)
- 鍛冶屋のヴァクーラ (チャイコフスキー)
- 鍛冶屋のポルカ (ヨーゼフ・シュトラウス)
- 華燭の祭典 (マネンテ)
- ガスパローネ (ミレッカー)
- 風になりたい (寺嶋陸也)
- 風に鳴る笛 (髙嶋みどり)
- 加速度円舞曲 (ヨハン・シュトラウス2世)
- 片手ずつと両手のための3つの大練習曲 (アルカン)
- 勝鬨と平和（かちどきと平和）(山田耕筰)
- カーチャ・カバノヴァー (ヤナーチェク)
- 楽興の時 (シューベルト)
- 楽興の時 (ラフマニノフ)
- かっこうワルツ (ヨナーソン)
- カッサツィオーネ (シベリウス)
- 合唱幻想曲 (ベートーヴェン)
- 合唱幻想曲 (ホルスト)
- 合唱交響曲 (ホルスト)
- 合唱のためのコンポジション (間宮芳生)
- 家庭交響曲 (リヒャルト・シュトラウス)
- カトゥーリ・カルミナ (オルフ)
- カドミュスとエルミオーヌ (リュリ)
- 悲しきワルツ → クオレマ (シベリウス)
- 哀の極 (エッケルト)
- 悲しみの三重奏曲 (ラフマニノフ)
- 悲しみの森 (池辺晋一郎)
- 彼方の閃光 (メシアン)
- ガニュメート (シューベルト)
- 鐘 (ラフマニノフ)
- 鐘の歌 (ブルッフ)
- カノン (パッヘルベル)
- カフカスの捕虜 (キュイ)
- カプリオール組曲 (ウォーロック)
- カプリコーン協奏曲 (バーバー)
- カプリッチョ (ストラヴィンスキー)
- カプレーティとモンテッキ (ベッリーニ)
- カマリンスカヤ (グリンカ)
- 神々の黄昏 (ワーグナー)
- 神の現存についての3つの小典礼 (メシアン)
- 神の時こそいと良き時 (J.S.バッハ)
- 神よ、あなたの大地は燃えている! (ガルータ)
- 神よ、皇帝フランツを守り給え (ハイドン)
- 神よ、爾は救を地の中になせり (チェスノコフ)
- 神はいにしえよりわが王なり (J.S.バッハ)
- 神の国 (エルガー)
- カミング・トゥゲザー (ジェフスキー)
- 亀と鶴 (ジェフスキー)
- 仮面舞踏会 (ヴェルディ)
- 仮面舞踏会 (ニールセン)
- 仮面舞踏会 (パーシケッティ)
- 仮面舞踏会 (ハチャトゥリアン)
- カラクタクス (エルガー)
- からたちの花 (山田耕筰)
- 落葉松 (小林秀雄)
- ガランタ舞曲 (コダーイ)
- 狩り (ヨハン・シュトラウス2世)
- カリッシマ (エルガー)
- 狩のカンタータ → 楽しき狩こそ我が悦び (J.S.バッハ)
- カーリュー・リヴァー (ブリテン)
- カリヨン (エルガー)
- カルスの奪還 (ムソルグスキー)
- カルタ遊び (ストラヴィンスキー)
- カルディヤック (ヒンデミット)
- カルミナ・ブラーナ (オルフ)
- カルメル派修道女の対話 (プーランク)
- カルメン (ビゼー)
- カルメン幻想曲 (サラサーテ)
- 華麗なる大円舞曲 (ショパン)
- 華麗なる変奏曲 (ショパン)
- 枯木と太陽の歌 (石井歓)
- 彼らは7人 (プロコフィエフ)
- カレリア (シベリウス)
- カーロ・ミオ・ベン (ジョルダーニ)
- 河 (ユリアーン・アンドリーセン)
- かわいい女 (田村文生)
- 川面の夏の夜 (ディーリアス)
- 管楽セレナード (ドヴォルザーク)
- 管楽セレナード (モーツァルト)
- 管楽器のための交響曲 (ストラヴィンスキー)
- 歓喜に寄す (モーツァルト)
- 歓喜の歌 → 交響曲第9番 (ベートーヴェン)
- 管弦楽組曲第1番 (ドビュッシー)
- 管弦楽組曲 (J.S.バッハ)
- 管弦楽のためのエッセイ (バーバー)
- 管絃楽のための音詩「寒帯林」(伊福部昭)
- 管弦楽のための協奏曲 (大栗裕)
- 管弦楽のための協奏曲 (コダーイ)
- 管弦楽のための協奏曲 (バルトーク)
- 管弦楽のための協奏曲 (ヒンデミット)
- 管弦楽のための協奏曲 (プリングスハイム)
- 管弦楽のための協奏曲 (三善晃)
- 管弦楽のための協奏曲 (ルトスワフスキ)
- 管弦楽のための木挽歌 (小山清茂)
- 管弦楽のためのスケルツォ (ラフマニノフ)
- 管弦楽のための前奏曲 (松村禎三)
- 管弦楽のための二つの祈り (別宮貞雄)
- 管弦楽のための舞踊組曲 (小倉朗)
- 管弦楽のための変奏曲【曖昧さ回避】
- 管弦楽のための変奏曲 (シェーンベルク)
- 管弦楽のための3つの小品 (ベルク)
- 管弦楽のための4つの練習曲 (ストラヴィンスキー)
- 管弦楽のためのラプソディ (外山雄三)
- 観光列車 (ヨハン・シュトラウス2世)
- 感傷的な三つの奏鳴曲 (髙嶋みどり)
- カンダウレス王 (ツェムリンスキー)
- カンタータ (ストラヴィンスキー)
- カンタータ・プロファーナ (バルトーク)
- カンタベリー・コラール (ヴァン・デル・ロースト)
- カンツォーナ (メニン)
- ガンツ・クライネ・ナハトムジーク (モーツァルト)
- カンティクム・サクルム (ストラヴィンスキー)
- カンテヨジャヤー (メシアン)
- カントゥス―ベンジャミン・ブリテンの思い出に (ペルト)
- カンマ (ドビュッシー)
- 官僚的なソナチネ (サティ)

### き
- 黄色い王女 (サン＝サーンス)
- 消えた男の日記 (ヤナーチェク)
- キキーモラ (リャードフ)
- 菊 (プッチーニ)
- 寄港地 (イベール)
- 騎士 (アルカン)
- キージェ中尉 (プロコフィエフ)
- 騎士パズマン (ヨハン・シュトラウス2世)
- 騎手 (ヨーゼフ・シュトラウス)
- キス・ワルツ (ヨハン・シュトラウス2世)
- 季節へのまなざし (荻久保和明)
- 奇想的小品 (チャイコフスキー)
- 期待 (シェーンベルク)
- ギター協奏曲 (ヴィラ＝ロボス)
- ギター五重奏曲第4番 (ボッケリーニ)
- 北のはてなるこおりの山 (メイスン)
- 来たれ、汝甘き死の時よ (J.S.バッハ)
- キッツラーの練習帳 (ブルックナー)
- 狐 (ストラヴィンスキー)
- 絹のはしご (ロッシーニ)
- 記念の詩 (ヨハン・シュトラウス2世)
- 樹の曲 (武満徹)
- キプロスの女王ロザムンデ (シューベルト)
- 気分、印象と追憶 (フィビフ)
- 騎兵隊の休止 (アルムスゲイメル)
- 希望と栄光の国 (エルガー)
- きみは花のようだ → ミルテの花 (シューマン)
- キャロル交響曲 (ヘリー＝ハッチンソン)
- キャンディード (バーンスタイン)
- 休暇旅行で (ヨーゼフ・シュトラウス)
- 旧友 (タイケ)
- キュッリッキ (シベリウス)
- キューバ序曲 (ガーシュウィン)
- 教会のアリア (フェティス)
- 教会のステンドグラス (レスピーギ)
- 驚愕 → 交響曲第94番 (ハイドン)
- 教皇マルチェルスのミサ曲 (パレストリーナ)
- 峡谷から星たちへ… (メシアン)
- 狂詩曲『スペイン』 → スペイン (シャブリエ)
- 協奏曲「ダンバートン・オークス」 (ストラヴィンスキー)
- 協奏交響曲 (ハイドン)
- 協奏交響曲 K.297b → オーボエ、クラリネット、ホルン、ファゴットと管弦楽のための協奏交響曲 (モーツァルト)偽作
- 協奏交響曲 K.364 → ヴァイオリンとヴィオラのための協奏交響曲 (モーツァルト)
- 協奏的幻想曲 (チャイコフスキー)
- 協奏的大二重奏曲 (ウェーバー)
- 協奏的二重奏曲 (ストラヴィンスキー)
- 協奏的舞曲 (ストラヴィンスキー)
- 今日のニュース (ヒンデミット)
- 響紋 (三善晃)
- 曲芸師たち (ガンヌ)
- 巨人 (プロコフィエフ)
- 巨人 → 交響曲第1番 (マーラー)
- 浄められた夜 (シェーンベルク)
- きらきら星変奏曲 (モーツァルト)
- 霧が晴れていく (ニールセン)
- キリスト (リスト)
- キリストの受難 → 交響曲第2番 (フェラン)
- キリストの昇天 (メシアン)
- キリストの幼時 (ベルリオーズ)
- キリストは死の縄目につながれたり (J.S.バッハ)
- キルケゴールの祈り (バーバー)
- 霧の中で (ヤナーチェク)
- 金鶏 (リムスキー＝コルサコフ)
- 金婚式 (マリ)
- 金と銀 (レハール)
- 金の粉 (サティ)
- 金の紡ぎ車 (ドヴォルザーク)
- 吟遊詩人 (シベリウス)

### く
- 空中ぶらんこ (プロコフィエフ)
- クオレマ (シベリウス)
- 草陰の小径 (ヤナーチェク)
- 草木も人も (サティ)
- 草競馬 (フォスター)
- クシェサニ (キラール)
- クシコス・ポスト (ネッケ)
- 鯨の声 (クラム)
- グスターヴォ三世 (ヴェルディ)
- 口づけ (スメタナ)
- くちびるに歌を (信長貴富)
- 口笛吹きと犬 (プライヤー)
- グノシエンヌ (サティ)
- クープランの墓 (ラヴェル)
- 熊蜂の飛行 (リムスキー＝コルサコフ)
- 組み合わされた風景 (坂田直樹)
- 組曲第1番 (チャイコフスキー)
- 組曲第2番 (チャイコフスキー)
- 組曲第3番 (チャイコフスキー)
- 組曲第4番 (チャイコフスキー) 「モーツァルティアーナ」
- 組曲 (デュリュフレ)
- 組曲作品14 (バルトーク)
- 組曲第1番 (ラフマニノフ)
- 組曲第2番 (ラフマニノフ)
- 組曲ヘ長調 (ルーセル)
- くもの饗宴 (ルーセル)
- 暗い雲 (リスト)
- クライスレリアーナ (シューマン)
- 暗い扉 (山田耕筰)
- クラヴィーア練習曲集第3巻 (J.S.バッハ)
- クラヴサン協奏曲 (ファリャ)
- クラヴサン曲集第1巻 (クープラン)
- クラヴサン曲集第2巻 (クープラン)
- クラヴサン曲集第2巻 (ラモー)
- グラゴル・ミサ (ヤナーチェク)
- グラスワークス (グラス)
- クラップフェンの森で (ヨハン・シュトラウス2世)
- グラーニアとディアーミッド (エルガー)
- クラリネット協奏曲第1番 (ウェーバー)
- クラリネット協奏曲第2番 (ウェーバー)
- クラリネット協奏曲 (コープランド)
- クラリネット協奏曲 (ニールセン)
- クラリネット協奏曲 (モーツァルト)
- クラリネット五重奏曲 (ウェーバー)
- クラリネット五重奏曲 (ブラームス)
- クラリネット五重奏曲 (モーツァルト)
- クラリネット三重奏曲 (ブラームス)
- クラリネット小協奏曲 (ウェーバー)
- クラリネットソナタ (サン＝サーンス)
- クラリネットソナタ (ブラームス)
- クラリネットソナタ (プーランク)
- クラリネットとヴィオラのための二重協奏曲 (ブルッフ)
- クラリネットとファゴットのためのソナタ (プーランク)
- クラリネットのための3つの小品 (ストラヴィンスキー)
- クラリネット・ポルカ (俗曲)
- クラング (シュトックハウゼン)
- グランド・キャニオン (グローフェ)
- グランドソナタ (アルカン)
- グラン・パルティータ (モーツァルト)
- クリスチーヌ・ド・フランスに捧げる歌 (モリエール)
- クリスチャン・ウォルフのために (フェルドマン)
- クリスティアン2世 (シベリウス)
- クリスマス・イヴ (リムスキー＝コルサコフ)
- クリスマス・オラトリオ (サン＝サーンス)
- クリスマス・オラトリオ (バッハ)
- クリスマス・カンタータ (オネゲル)
- クリスマス協奏曲 (コレッリ)
- クリスマス・ツリー (リスト)
- グリーン (武満徹)
- グリーンスリーヴスによる幻想曲 (ヴォーン・ウィリアムズ)
- くるまば草 (ヨハン・シュトラウス2世)
- くるみ割り人形 (チャイコフスキー)
- ぐるりよざ (伊藤康英)
- クレオパトラの死 (ベルリオーズ)
- グレゴリオ聖歌
- グレゴリオ風協奏曲 (レスピーギ)
- グレの歌 (シェーンベルク)
- クレーの絵本 (三善晃)
- クレルヴォ交響曲 (シベリウス)
- 黒い聖母像への連禱 (プーランク)
- 黒いドミノ (オーベール)
- クロウタドリ (メシアン)
- 黒騎士 (エルガー)
- グロテスクなセレナード (ラヴェル)
- クロノクロミー (メシアン)
- 黒船 (山田耕筰)
- グローリア (ヴィヴァルディ)
- グローリア (プーランク)
- グローリアス・クラウズ (藤倉大)
- 軍隊行進曲 (シューベルト)
- 軍隊ポロネーズ (ショパン)
- グントラム (リヒャルト・シュトラウス)

### け
- 軽騎兵 (スッペ)
- 芸術家の生活 (ヨハン・シュトラウス2世)
- 系図 (武満徹)
- 軽佻浮薄なる霊の者ども (バッハ)
- 劇場支配人 (モーツァルト)
- ケーゲルシュタット・トリオ (モーツァルト)
- 気高い幻想 (ヒンデミット)
- 月光 → ピアノソナタ第14番 (ベートーヴェン)
- 月光とピエロ (清水脩)
- 結婚 (ストラヴィンスキー)
- 結婚カンタータ → しりぞけ、もの悲しき影 (J.S.バッハ)
- 結婚行進曲 → 夏の夜の夢 (メンデルスゾーン)
- 結婚行進曲 → ローエングリン (ワーグナー)
- ゲーテのファウストからの情景 (シューマン)
- ケーニヒグレッツ行進曲 (ピーフケ)
- ゲノフェーファ (シューマン)
- ゲロンティアスの夢 (エルガー)
- 幻影 (フォーレ)
- 弦楽合奏のための聖三祝文 (ペルト)
- 弦楽五重奏曲 (シューベルト)
- 弦楽五重奏曲第1番 (ドヴォルザーク)
- 弦楽五重奏曲第2番 (ドヴォルザーク)
- 弦楽五重奏曲第3番 (ドヴォルザーク)
- 弦楽五重奏曲第1番 (ブラームス)
- 弦楽五重奏曲第2番 (ブラームス)
- 弦楽五重奏曲 (ブルックナー)
- 弦楽五重奏曲 (ブルッフ)
- 弦楽五重奏曲 G.275 (ボッケリーニ)
- 弦楽五重奏曲第1番 (メンデルスゾーン)
- 弦楽五重奏曲第2番 (メンデルスゾーン)
- 弦楽五重奏曲第1番 (モーツァルト)
- 弦楽五重奏曲第2番 (モーツァルト)
- 弦楽五重奏曲第3番 (モーツァルト)
- 弦楽五重奏曲第4番 (モーツァルト)
- 弦楽五重奏曲第5番 (モーツァルト)
- 弦楽五重奏曲第6番 (モーツァルト)
- 弦楽三重奏曲 (シェーンベルク)
- 弦楽三重奏曲 (シューベルト)
- 弦楽三重奏曲 (ドヴォルザーク)
- 弦楽三重奏曲第1番 (ベートーヴェン)
- 弦楽三重奏曲第2番 (ベートーヴェン)
- 弦楽三重奏曲第3番 (ベートーヴェン)
- 弦楽三重奏曲第4番 (ベートーヴェン)
- 弦楽三重奏のためのセレナーデ (ベートーヴェン)
- 弦楽四重奏曲　→　弦楽四重奏曲の一覧参照
- 弦楽四重奏のためのコンチェルティーノ (ストラヴィンスキー)
- 弦楽四重奏のための3つの小品 (ストラヴィンスキー)
- 弦楽四重奏のための4つの小品 (メンデルスゾーン)
- 弦楽セレナーデ (チャイコフスキー)
- 弦楽セレナーデ (ドヴォルザーク)
- 弦楽セレナード (ウォーロック)
- 弦楽セレナード (エルガー)
- 弦楽セレナード (スク)
- 厳格な変奏曲 (メンデルスゾーン)
- 弦楽のためのアダージョ (バーバー)
- 弦楽のための「陰画」 (芥川也寸志)
- 弦楽のための協奏曲 (ストラヴィンスキー)
- 弦楽のための交響曲【曖昧さ回避】
- 弦楽のための交響曲 (ウィリアム・シューマン)
- 弦楽のための交響曲 (メンデルスゾーン)
- 弦楽のための三楽章 (芥川也寸志)
- 弦楽のためのレクイエム (武満徹)
- 弦楽八重奏曲 (ブルッフ)
- 弦楽八重奏曲 (メンデルスゾーン)
- 弦楽六重奏曲 (チャイコフスキー) 「フィレンツェの思い出」
- 弦楽六重奏曲 (ドヴォルザーク)
- 弦楽六重奏曲第1番 (ブラームス)
- 弦楽六重奏曲第2番 (ブラームス)
- 弦楽器と打楽器とチェレスタのための音楽 (バルトーク)
- 賢者の石、または魔法の島 (ゲルル、シカネーダー、シャック、ハンネベルク、モーツァルト共作)
- 幻想曲D940 (シューベルト)
- 幻想曲 (シューマン)
- 幻想曲 (ショパン)
- 幻想曲 (スクリャービン)
- 幻想曲 作品79 (フォーレ)
- 幻想曲 (ベートーヴェン)
- 幻想曲 作品28 (メンデルスゾーン)
- 幻想曲K.397 (モーツァルト)
- 幻想曲K.475 (モーツァルト)
- 幻想曲さくらさくら (平井康三郎)
- 幻想曲とフーガ BWV542 (J.S.バッハ)
- 幻想交響曲 (ベルリオーズ)
- 幻想小曲集作品12 (シューマン)
- 幻想小曲集作品73 (シューマン)
- 幻想小曲集作品88 (シューマン)
- 幻想小曲集作品111 (シューマン)
- 幻想即興曲 (ショパン)
- 幻想ソナタ (スクリャービン)
- 幻想的小品集 (ラフマニノフ)
- 幻想的スケルツォ (ストラヴィンスキー)
- 幻想的ワルツ (グリンカ)
- 幻想の水平線 (フォーレ)
- 幻想ポロネーズ (ショパン)
- ケンタッキーの我が家 (フォスター)
- 献堂式序曲 (ベートーヴェン)
- 剣闘士の入場 (フチーク)
- 原爆小景 (林光)

### こ
- ゴイェスカス (グラナドス)
- 恋とはどんなものかしら → フィガロの結婚 (モーツァルト)
- 子犬のワルツ → ワルツ第6番 (ショパン)
- 恋の二重唱 → 練習曲 (ショパン)
- 恋は魔術師 (ファリャ)
- 恋人 (シベリウス)
- コヴィントン広場 (スウェアリンジェン)
- 黄河協奏曲 (中国中央交響楽団)
- 高雅で感傷的なワルツ (ラヴェル)
- 後宮からの誘拐 (モーツァルト)
- 交響管弦楽のための音楽 (芥川也寸志)
- 交響曲　→　交響曲の一覧参照
- 交響三章 (芥川也寸志)
- 交響三章 (三善晃)
- 交響詩岩見沢 (川越守)
- 交響詩ひめじ (池辺晋一郎)
- 交響譚詩 (伊福部昭)
- 交響的運動第1番 → パシフィック231 (オネゲル)
- 交響的運動第2番 → ラグビー (オネゲル)
- 交響的運動第3番 (オネゲル)
- 交響的協奏曲【曖昧さ回避】
- 交響的協奏曲 (フルトヴェングラー)
- 交響的協奏曲 (プロコフィエフ)
- 交響的大曲 (フランク)
- 交響的断章 (ネリベル)
- 交響的な歌 (プロコフィエフ)
- 交響的舞曲【曖昧さ回避】
- 交響的舞曲 (グリーグ)
- 交響的舞曲 (ラフマニノフ)
- 交響的変奏曲【曖昧さ回避】
- 交響的変奏曲 (ドヴォルザーク)
- 交響的変奏曲 (フランク)
- 交響的変容 (水野修孝)
- 交響的練習曲 (シューマン)
- 光州よ、永遠に (尹伊桑)
- 荒城の月 (滝廉太郎)
- 洪水 (ストラヴィンスキー)
- 交聲詩 海 (三善晃)
- 皇帝円舞曲 (ヨハン・シュトラウス2世)
- 皇帝ティートの慈悲 (モーツァルト)
- 皇帝に捧げた命 (グリンカ)
- 皇帝の花嫁 (リムスキー＝コルサコフ)
- 皇帝フランツ・ヨーゼフ1世救命祝賀行進曲 (ヨハン・シュトラウス2世)
- 鋼鉄の歩み (プロコフィエフ)
- 高度な技術への指標 (河辺浩市)
- 幸福な森 (バックス)
- こうもり (ヨハン・シュトラウス2世)
- 声…沈黙… (グバイドゥーリナ)
- 戸外にて (バルトーク)
- コーカサスの風景 (イッポリトフ＝イワノフ)
- 五月の夜 (ブラームス)
- 五月の夜 (リムスキー＝コルサコフ)
- 木枯らし → 練習曲 (ショパン)
- 故郷の人々 (フォスター)
- 黒人の狂詩曲 (プーランク)
- 告別 → 交響曲第45番 (ハイドン)
- 告別 → ピアノソナタ第26番 (ベートーヴェン)
- コケイン (エルガー)
- ここへ来て見よ (グラウン)
- 心うきうき (ヨハン・シュトラウス2世)
- 心と口と行いと生活で (J.S.バッハ)
- 心の四季 (髙田三郎)
- 乞食オペラ → ベガーズ・オペラ (ペープシュ)
- 乞食学生 (ミレッカー)
- ごしきひわ (ヴィヴァルディ)
- コジ・ファン・トゥッテ (モーツァルト)
- 五重奏曲 (プロコフィエフ)
- 湖上にて (シューベルト)
- 湖上の美人 (ロッシーニ)
- ゴースト・オブ・クリスマス (藤倉大)
- 小象ババールの物語 (プーランク)
- 古代の舞曲 (早坂文雄)
- 谺つり星 (三善晃)
- 国旗歌 (キルピネン)
- 黒鍵 → 練習曲 (ショパン)
- ゴッドスピード! (メリロ)
- コッペリア (ドリーブ)
- 古典様式による36のアリア (ドナウディ)
- 古典交響曲 → 交響曲第1番 (プロコフィエフ)
- 箏協奏曲 (藤倉大)
- 子供と魔法 (ラヴェル)
- 子供の遊び (ビゼー)
- 子供のアルバム (チャイコフスキー)
- 子どもの国 (湯山昭)
- 子供の情景 (シューマン)
- 子供のために (バルトーク)
- 子供のためのアルバム (シューマン)
- こどものための小交響曲 (諸井三郎)
- 子供の魔法の杖 (エルガー)
- 子どもの夢の庭 (マスランカ)
- 子供の領分 (ドビュッシー)
- 子供部屋 (エルガー)
- 小鳥売り (ツェラー)
- この地球を神と崇める (フサ)
- この道 (山田耕筰)
- 小鳩のワルツ (ヨハン・シュトラウス1世)
- コバルトの空 (レイモンド服部)
- コーヒー・カンタータ → おしゃべりはやめて、お静かに (J.S.バッハ)
- こびと (ツェムリンスキー)
- 古風なメヌエット (ラヴェル)
- 5本の指で (ストラヴィンスキー)
- コマンド・マーチ (バーバー)
- 子守歌 (ガーシュウィン)
- 子守歌 (ショパン)
- 子守歌 (フォーレ)
- 子守歌 (ブラームス)
- コラーゲンII (北方寛丈、菅原拓馬)
- コーラル・ブルー (真島俊夫)
- コラ・ブルニョン (カバレフスキー)
- コリオラン (ベートーヴェン)
- コリントの包囲 (ロッシーニ)
- コルシカ島の祈り (ネリベル)
- ゴルトベルク変奏曲 (J.S.バッハ)
- ゴールド・ラッシュ! (高橋伸哉)
- コル・ニドライ (ブルッフ)
- コルヌヴィルの鐘 (プランケット)
- コレルリの主題による変奏曲 (ラフマニノフ)
- コンチェルト・デュ・ヴァン〜風のコンチェルト (本多俊之)
- コンツェルトシュテュック (メンデルスゾーン)
- コンティヌウム (リゲティ)
- コントラスツ (バルトーク)
- コントラファゴット協奏曲 (アホ)
- コンモツィオ (ニールセン)
- 婚礼 (ワーグナー)
- 婚礼の合唱 → ローエングリン (ワーグナー)

## さ行

### さ
- さあ踊ろう!（ヨハン・シュトラウス2世）
- 最愛の兄の旅立ちに寄せて (J.S.バッハ)
- 西海讃歌 (團伊玖磨)
- 最後の歌 (トスティ)
- 最初で最後 (ヨーゼフ・シュトラウス)
- 最初のワルプルギスの夜 (メンデルスゾーン)
- 祭典の響き (リスト)
- サイバーバード協奏曲 (吉松隆)
- 幸いなる心の貧しき者へのミサ (ラング)
- サーヴィトリ (ホルスト)
- サウル (ヘンデル)
- サウルとダヴィデ (ニールセン)
- 遮られない休息 (武満徹)
- 蔵王 (佐藤眞)
- サーカス・ギャロップ (アムラン)
- サーカス・ポルカ (ストラヴィンスキー)
- サガの夢 (ニールセン)
- ザ・カブキ (黛敏郎)
- さくらによる主題と変奏曲 (横尾幸弘)
- 酒、女、歌 (ヨハン・シュトラウス2世)
- さすらい人 (シューベルト)
- さすらい人幻想曲 (シューベルト)
- さすらう若者の歌 (マーラー)
- サトコ (オペラ) (リムスキー＝コルサコフ)
- サトコ (音画) (リムスキー＝コルサコフ)
- 覚 (船川利夫)
- 砂漠 (フェリシアン・ダヴィッド)
- 砂漠での声 (エルガー)
- 砂漠の音楽 (ライヒ)
- サバの女王 (グノー)
- 寂しく暗い森で (モーツァルト)
- ザ・フォトグラファー (グラス)
- 左方の舞と右方の舞 (早坂文雄)
- サマーセット狂詩曲 (ホルスト)
- サマータイム → ポーギーとベス (ガーシュウィン)
- さまよえるオランダ人 (ワーグナー)
- サムソン (ヘンデル)
- サムソンとデリラ (サン＝サーンス)
- 沙羅 (信時潔)
- サルタン皇帝 (リムスキー＝コルサコフ)
- サロメ (伊福部昭)
- サロメ (リヒャルト・シュトラウス)
- サロメの悲劇 (フローラン・シュミット)
- 三角帽子 (ファリャ)
- 三重協奏曲 (ベートーヴェン)
- 三重奏曲 (ニコラーエワ)
- 山賊のギャロップ (ヨハン・シュトラウス2世)
- サンドリヨン (マスネ)
- ザンパ (エロルド)
- 三部作 (プッチーニ) → 外套、修道女アンジェリカ、ジャンニ・スキッキ
- 散歩 (ヴォルフ)
- 三文オペラ (ヴァイル)

### し
- シェヘラザード (ラヴェル)
- シェヘラザード (リムスキー＝コルサコフ)
- シェメッリ賛美歌集 (J.S.バッハ)
  - 優しくも愛らしき
- ジェモー (武満徹)
- シェロモ (ブロッホ)
- ジェロルスタン女大公殿下 (オッフェンバック)
- ジ・エンターテイナー (ジョプリン)
- シェーンブルンの人びと (ヨーゼフ・ランナー)
- 紫苑物語 (西村朗)
- 志願救急隊、前へ (ヨハン・シュトラウス2世)
- 士官候補生 (スーザ)
- 四季 (ヴィヴァルディ)
- 四季 (グラズノフ)
- 四季 (チャイコフスキー)
- 四季 (ハイドン)
- 詩曲 (ショーソン)
- 四季連禱 (長生淳)
- 試金石 (ロッシーニ)
- ジーグと古い形式によるバレエの音楽 (アルカン)
- ジークフリート (ワーグナー)
- ジークフリート牧歌 (ワーグナー)
- シーゲート序曲 (スウェアリンジェン)
- 獅子心王リシャール (グレトリ)
- 死者の家から (ヤナーチェク)
- 四重奏断章 → 弦楽四重奏曲第12番 (シューベルト)
- 四重奏と管弦楽のためのコンセール (メシアン)
- シシリエンヌ → ペレアスとメリザンド (フォーレ)
- 詩人と農夫 (スッペ)
- 詩人の恋 (ヨハン・シュトラウス3世)
- 詩人の恋 (シューマン)
- 静かな海と楽しい航海 (ベートーヴェン)
- 静かな海と楽しい航海 (メンデルスゾーン)
- 静けさはほほえみつつ (モーツァルト)
- 沈める寺 → 前奏曲 (ドビュッシー)
- ジゼル (アダン)
- 自然と人生と愛 (ドヴォルザーク)
- 自然の印象 (マリピエロ)
- 自然の中で（自然の王国で） → 自然と人生と愛 (ドヴォルザーク)
- シダリーズと牧羊神 (ピエルネ)
- 七重奏曲【曖昧さ回避】
- 七重奏曲 (サン＝サーンス)
- 七重奏曲 (ストラヴィンスキー)
- 七重奏曲 (ブルッフ)
- 七重奏曲 (ベートーヴェン)
- 市庁舎舞踏会 (ヨハン・シュトラウス2世)
- シチリアの晩鐘 (ヴェルディ)
- 嫉妬 (ヤナーチェク)
- 室内音楽 (ヒンデミット)
- 室内管弦楽のためのディヴェルティスマン (イベール)
- 室内協奏曲 (ベルク)
- 室内協奏曲 (リゲティ)
- 室内交響曲第1番 (シェーンベルク)
- 室内交響曲第2番 (シェーンベルク)
- 室内小協奏曲 (イベール)
- 室内のためのピアノ小品集 (早坂文雄)
- 詩的で宗教的な調べ (リスト)
- 詩的夜想曲 (スクリャービン)
- 自動オルガンのためのアダージョとアレグロ (モーツァルト)
- 自動オルガンのためのアンダンテ K.616 (モーツァルト)
- 自動オルガンのための幻想曲 K.608 (モーツァルト)
- 自動記述法 (サティ)
- 死と乙女 (シューベルト)
- 使徒たち (エルガー)
- 死と変容 (リヒャルト・シュトラウス)
- シナファイ (クセナキス)
- シナーラ (ディーリアス)
- 死の歌と踊り (ムソルグスキー)
- 死の島 (ラフマニノフ)
- 死の舞踏 (サン＝サーンス)
- 死の舞踏 (リスト)
- 死の都 (コルンゴルト)
- シバの女王ベルキス (レスピーギ)
- 至福 (フランク)
- 至福 (シューベルト)
- ジプシー男爵 (ヨハン・シュトラウス2世)
- ジプシーの歌 (ブラームス)
- ジプシーロンド (ハイドン)
- シブレット (レイナルド・アーン)
- 死への頌歌 (ホルスト)
- 詩篇 (三善晃)
- 詩篇交響曲 (ストラヴィンスキー)
- 詩篇第150番 (ブルックナー)
- 島よ (大中恩)
- 市民のためのファンファーレ (コープランド)
- ジムノペディ (サティ)
- シモン・ボッカネグラ (ヴェルディ)
- シャコンヌ (ニールセン)
- ジャズ組曲 (ショスタコーヴィチ)
- 謝肉祭 (シューマン)
- 謝肉祭 (ドヴォルザーク) → 自然と人生と愛
- 謝肉祭の歌（ドイツ語版）（ヨハン・シュトラウス2世）
- 謝肉祭の使者（英語版）（ヨハン・シュトラウス2世）
- 謝肉祭の風景（英語版）（ヨハン・シュトラウス2世）
- 三味線協奏曲 (藤倉大)
- 写楽 (高橋伸哉)
- シャールカ (フィビフ)
- ジャワ組曲 (ゴドフスキー)
- ジャンニ・スキッキ (プッチーニ)
- ジャンヌの扇 (ラヴェル、フェルー、イベール、ロラン＝マニュエル、ドラノワ、ルーセル、ミヨー、プーランク、オーリック、フローラン・シュミット共作)
- シャンパン・ギャロップ（ロンビ）
- シャンペン・ポルカ (ヨハン・シュトラウス2世)
- 主イエス・キリスト、汝こよなき宝 (J.S.バッハ)
- 十一月の森 (バックス)
- 十月革命 (ショスタコーヴィチ)
- 十月革命20周年記念のためのカンタータ (プロコフィエフ)
- 宗教改革 → 交響曲第5番 (メンデルスゾーン)
- 宗教裁判官 (ベルリオーズ)
- 十字架上のキリストの最後の7つの言葉 (ハイドン)
- 十字架の道 (リスト)
- 十字軍の王シーグル (グリーグ)
- 十字軍のロンバルディア人 (ヴェルディ)
- 秋庭歌（武満徹）
- 秋庭歌一具 → 秋庭歌（武満徹）
- 修道院での婚約 (プロコフィエフ)
- 修道院の庭にて (ケテルビー)
- 修道女アンジェリカ (プッチーニ)
- 自由の鐘 (スーザ)
- 祝典行進曲【曖昧さ回避】
- 祝典行進曲 (團伊玖磨)
- 祝典行進曲 (ヨハン・シュトラウス2世)
- 祝典序曲【曖昧さ回避】
- 祝典序曲 (イベール)
- 祝典序曲 (ウェーバー)
- 祝典序曲 (ショスタコーヴィチ)
- 祝典前奏曲 (リヒャルト・シュトラウス)
- 祝典のための音楽 (ジェイコブ)
- 主題と変奏【曖昧さ回避】
- 主題と変奏 (シェーンベルク)
- 主題と変奏 (シューマン)
- 主題と変奏 (フォーレ)
- 主題と変奏 (プーランク)
- 主題と変奏 (メシアン)
- 主題と変奏 (リスト)
- ジュディッタ (レハール)
- シュテファン王 (ベートーヴェン)
- ジュ・トゥ・ヴー (サティ)
- 主の降誕 (メシアン)
- 主は言われた (ヘンデル)
- シュープラー・コラール集 (J.S.バッハ)
- シュマン (ベリオ)
- シューマンの主題による変奏曲 (ブラームス)
- 呪文と踊り (チャンス)
- 主よ、人の望みの喜びよ → 心と口と行いと生活で (J.S.バッハ)
- 主よ、深き淵よりわれ汝を呼ぶ (J.S.バッハ)
- 主よ、みことばもて我らを守りたまえ (J.S.バッハ)
- シュラオ＝シュラオ (ヨハン・シュトラウス3世)
- 循環する海 (細川俊夫)
- 巡礼の年 (リスト)
- 小管弦楽のための組曲 (ストラヴィンスキー)
- 小組曲【曖昧さ回避】
- 小組曲 (ドビュッシー)
- 小組曲 (ニールセン)
- 小組曲 (ボロディン)
- 小交響曲【曖昧さ回避】
- 小交響曲 (グノー)
- 小交響曲 (プフィッツナー)
- 常動曲 (ヨハン・シュトラウス2世)
- 常動曲 (ノヴァーチェク)
- 少年の魔法の角笛 (マーラー)
- 浄夜 → 浄められた夜 (シェーンベルク)
- 勝利だ、私の心よ (カリッシミ)
- 勝利のオラース (オネゲル)
- 勝利の行進曲 → アレクサンドル・グラズノフ#管弦楽曲
- 勝利のユディータ (ヴィヴァルディ)
- 女王のレースのハンカチーフ (ヨハン・シュトラウス2世)
- 女学生 (ワルトトイフェル)
- 序曲 (山田耕筰)
- 序曲3部作 → 自然と人生と愛 (ドヴォルザーク)
- 序曲、スケルツォと終曲 (シューマン)
- 序曲「1812年」 → 1812年 (チャイコフスキー)
- 序曲「レオノーレ」第3番 → レオノーレ序曲第3番 (ベートーヴェン)
- 諸国の人々 (クープラン)
- ジョージ2世の戴冠式アンセム (ヘンデル)
- 抒情組曲 (グリーグ)
- 抒情組曲 (ベルク)
- 抒情交響曲 (ツェムリンスキー)
- 抒情小曲集 (グリーグ)
- 抒情的断章 (ホルスト)
- ジョージ・ワシントン・ブリッジ (ウィリアム・シューマン)
- 序奏とアレグロ【曖昧さ回避】
- 序奏とアレグロ (エルガー)
- 序奏とアレグロ (ラヴェル)
- 序奏と華麗なるポロネーズ (ショパン)
- 序奏と協奏的アレグロ (シューマン)
- 序奏とタランテラ (サラサーテ)
- 序奏とロンド・カプリチオーソ (サン＝サーンス)
- ジョニーは演奏する (クルシェネク)
- ショパンのエチュードによる練習曲 (ゴドフスキー)
- ショパンの主題による変奏曲 (モンポウ)
- ショパンの主題による変奏曲 (ラフマニノフ)
- ショーロス (ヴィラ＝ロボス)
- 知らない国から → 子供の情景 (シューマン)
- シラノ・ド・ベルジュラック (アルファーノ)
- シランクス (ドビュッシー)
- シリア組曲 (スッカリ)
- しりぞけ、もの悲しき影 (J.S.バッハ)
- シルヴィア (ドリーブ)
- シルヴィアに (シューベルト)
- シルクロード (團伊玖磨)
- 白いうた 青いうた (新実徳英)
- 白と黒で (ドビュッシー)
- ジン (フランク)
- 親愛な森よ (カルダーラ)
- 親愛なるフライシュテットラー君、親愛なるガウリマリ君 (モーツァルト)
- シンガプーラ組曲 (ヴァン・デル・ロースト)
- 真紅の扇 (エルガー)
- シンコペイテッド・クロック (アンダーソン)
- 新・祝典行進曲 (團伊玖磨)
- 真珠採り (ビゼー)
- 神聖な舞曲と世俗的な舞曲 (ドビュッシー)
- 人生のミサ (ディーリアス)
- 人生を楽しめ (ヨハン・シュトラウス2世)
- 新世界 / 新世界より / 新世界から → 交響曲第9番 (ドヴォルザーク)
- シンデレラ (フィチンゴフ＝シェーリ)
- シンデレラ (プロコフィエフ)
- 真の男の物語 (プロコフィエフ)
- 新ピツィカート・ポルカ (ヨハン・シュトラウス2世)
- 神秘的なページ (サティ)
- シンフォニア (ベリオ)
- シンフォニア・タプカーラ (伊福部昭)
- シンフォニア・ダ・レクイエム (ブリテン)
- シンフォニア・ノビリッシマ (ジェイガー)
- シンフォニア・フンガリカ (ヴァン・デル・ロースト)
- シンフォニエッタ【曖昧さ回避】
- シンフォニエッタ (安部幸明)
- シンフォニエッタ (入野義朗)
- シンフォニエッタ (セロツキ)
- シンフォニエッタ (ダール)
- シンフォニエッタ (プーランク)
- シンフォニエッタ (プロコフィエフ)
- シンフォニエッタ (モーラン)
- シンフォニエッタ (ヤナーチェク)
- シンフォニエッタ (ルーセル)
- シンフォニック・プレリュード (リード)
- シンプリーチェ → 交響曲第6番 (ニールセン)
- シンプル・シンフォニー (ブリテン)
- 親鸞、幻の如くなる一期 (大谷千正)
- 神話 (大栗裕)
- 神話 (シマノフスキ)

### す
- 水彩画 (ヨーゼフ・シュトラウス)
- 水上の音楽 (ヘンデル)
- 吹奏楽のための協奏音楽 (ヒンデミット)
- 吹奏楽のための組曲 (ホルスト)
- 吹奏楽のための交響曲 (ヒンデミット)
- 吹奏楽のための序曲 (メンデルスゾーン)
- 吹奏楽のためのスケルツォ 第2番 ≪夏≫ (鹿野草平)
- スウェーデン狂詩曲 (アルヴェーン)
- スカラムーシュ (シベリウス)
- スカラムーシュ (ミヨー)
- スキタイ組曲 (プロコフィエフ)
- スケートをする人々 (ワルトトイフェル)
- スケルツォ第1番 (ショパン)
- スケルツォ第2番 (ショパン)
- スケルツォ第3番 (ショパン)
- スケルツォ第4番 (ショパン)
- スケルツォ 作品4 (ブラームス)
- スケルツォ・タランテラ (ヴィエニャフスキ)
- スケルツォとマーチ (リスト)
- スコットランド幻想曲 (ブルッフ)
- スコットランドの花 (ウィリアムソン)
- スコットランド風行進曲 (ドビュッシー)
- スザンナの秘密 (ヴォルフ＝フェラーリ)
- 進むべき道はない、だが進まなければならない…アンドレイ・タルコフスキー (ノーノ)
- 雀ミサ (モーツァルト)
- スター・アイル (武満徹)
- スターバト・マーテル (楽曲)【曖昧さ回避】
- スターバト・マーテル (ヴィヴァルディ)
- スターバト・マーテル (シマノフスキ)
- スターバト・マーテル (ドヴォルザーク)
- スターバト・マーテル (プーランク)
- スターバト・マーテル (ペルゴレージ)
- スターバト・マーテル (ペルト)
- スターバト・マーテル (ロッシーニ)
- スターライト・エクスプレス (エルガー)
- スターリンへの祝詞 (プロコフィエフ)
- スタンザI (武満徹)
- 捨てられたディド (タルティーニ)
- ステンカ・ラージン (グラズノフ)
- ステンドグラスと鳥たち (メシアン)
- ストレニアス・ライフ (ジョプリン)
- スパルタクス (ヴァン・デル・ロースト)
- スパルタクス (ハチャトゥリアン)
- スピットファイア 前奏曲とフーガ (ウォルトン)
- スビト (ルトスワフスキ)
- スペイン (シャブリエ)
- スペイン歌曲集 (ヴォルフ)
- スペイン奇想曲 (リムスキー＝コルサコフ)
- スペイン狂詩曲 (ラヴェル)
- スペイン狂詩曲 (リスト)
- スペイン組曲 (アルベニス)
- スペイン交響曲 (ラロ)
- スペイン行進曲 (ヨハン・シュトラウス2世)
- スペインの歌 (アルベニス)
- スペインの時 (ラヴェル)
- スペインの庭の夜 (ファリャ)
- スペイン舞曲 (サラサーテ)
- すべての人は死ななければならない (J.S.バッハ)
- スペードの女王 (スッペ)
- スペードの女王 (チャイコフスキー)
- スペードの女王 (プロコフィエフ)
- スポーツ行進曲 (黛敏郎)
- スポーツショー行進曲 (古関裕而)
- スポーツと気晴らし (サティ)
- 菫 (アレッサンドロ・スカルラッティ)
- すみれ (モーツァルト)
- スラヴァ! (バーンスタイン)
- スラヴ行進曲 (チャイコフスキー)
- スラヴ舞曲 (ドヴォルザーク)
- スロヴァツカ組曲 (ノヴァーク)
- スロッテル (グリーグ)
- スワニー (ガーシュウィン)

### せ
- ゼイ・アー・ゼア! (アイヴズ)
- 聖エリーザベトの伝説 (リスト)
- 聖歌四篇 (ヴェルディ)
- 清教徒 (ベッリーニ)
- 聖金口イオアン聖体礼儀第4番 (グレチャニノフ)
- 聖金口イオアン聖体礼儀 (チャイコフスキー)
- 聖金口イオアン聖体礼儀 (ラフマニノフ)
- 聖三位一体の神秘についての瞑想 (メシアン)
- 青春 (ヤナーチェク)
- 星条旗よ永遠なれ (スーザ)
- 青少年のための管弦楽入門 (ブリテン)
- 聖セシリア荘厳ミサ曲 (グノー)
- 聖セシリアの日のための頌歌 (ヘンデル)
- 聖セシリアのミサ (アレッサンドロ・スカルラッティ)
- 聖セバスティアンの殉教 (ドビュッシー)
- 聖体秘蹟の書 (メシアン)
- 聖体奉挙 (エルガー)
- 聖なる市民 (ヴォーン・ウィリアムズ)
- 西部の娘 (プッチーニ)
- 聖母マリアへの連祷 (シマノフスキ)
- 生命の光 (エルガー)
- 聖霊降臨祭のミサ (メシアン)
- 聖ロレンツォの祝日のために (ヴィヴァルディ)
- セヴァーン組曲 (エルガー)
- 世界の創造 (ミヨー)
- セカンド・ラプソディ (ガーシュウィン)
- セクエンツァ (ベリオ)
- 説教、説話、祈り (ストラヴィンスキー)
- セドナ (ライニキー)
- セビリアの理髪師 (ロッシーニ)
- セビリャーナ (エルガー)
- セミョーン・カトコ (プロコフィエフ)
- セミラーミデ (ロッシーニ)
- セメレ (ヘンデル)
- セルゲイ・クーセヴィツキー追悼の悲歌 (ハンソン)
- セルセ (ヘンデル)
- セルダーニャ (セヴラック)
- セルビア幻想曲 (リムスキー＝コルサコフ)
- ゼルミーラ (ロッシーニ)
- セレナータ (トスティ)
- セレナーデ (歌曲) (リヒャルト・シュトラウス)
- セレナーデ第5番 (モーツァルト)
- セレナーデ第6番 (モーツァルト) 「セレナータ・ノットゥルナ」
- セレナーデ第7番 (モーツァルト) 「ハフナー」
- セレナーデ第9番 (モーツァルト) 「ポストホルン」
- セレナーデ第10番 (モーツァルト) → グラン・パルティータ
- セレナーデ第11番 (モーツァルト) → 管楽セレナード (モーツァルト)
- セレナーデ第12番 (モーツァルト) → 管楽セレナード (モーツァルト)
- セレナーデ第13番 (モーツァルト) → アイネ・クライネ・ナハトムジーク
- セレナード (グノー)
- セレナード変ホ長調 (サン＝サーンス)
- セレナード (シェーンベルク)
- セレナード (リヒャルト・シュトラウス) → 13管楽器のためのセレナード (リヒャルト・シュトラウス)
- セレナード ホ長調 → 弦楽セレナーデ (ドヴォルザーク)
- セレナード ニ短調 → 管楽セレナード (ドヴォルザーク)
- セレナード (バーンスタイン)
- セレナード第1番 (ブラームス) → セレナード (ブラームス)
- セレナード第2番 (ブラームス) → セレナード (ブラームス)
- セレナード (ブルッフ)
- セレモニアル (武満徹)
- 線 (細川俊夫)
- 戦士たち―想像上のバレエへの音楽 (グレインジャー)
- 前世 (デュパルク)
- 前奏曲 (ショパン)
- 前奏曲 (ドビュッシー)
- 前奏曲 (フォーレ)
- 前奏曲 (ラヴェル)
- 前奏曲 (ラフマニノフ)
  - 前奏曲嬰ハ短調 (ラフマニノフ)
  - 前奏曲ト短調 (ラフマニノフ)
- 前奏曲 (リスト)
- 前奏曲、アダージョと「来たれ創り主なる聖霊」によるコラール変奏曲 (デュリュフレ)
- 前奏曲、アリアと終曲 (フランク)
- 前奏曲、コラールとフーガ (フランク)
- 前奏曲集 (メシアン)
- 前奏曲とフーガ ニ長調 BWV 532 (J.S.バッハ)
- 前奏曲とフーガ ホ短調 BWV 548「楔」 (J.S.バッハ)
- 前奏曲と牧歌 (ディーリアス)
- 前奏曲、フーガと変奏曲 (フランク)
- 戦争ソナタ (プロコフィエフ)
- 戦争と平和 (プロコフィエフ)
- 戦争レクイエム (ブリテン)
- 全地よ、神に向かいて歓呼せよ (J.S.バッハ)
- ゼンツァーノの花祭り (パウリ他)
- 選帝侯ソナタ (ベートーヴェン)
- セントポール組曲 (ホルスト)
- 先備聖体礼儀 (チェスノコフ)
- 千夜一夜物語 (ヨハン・シュトラウス2世)

### そ
- 荘厳なる祭典 (山田一雄)
- 荘厳ミサ曲 (ベルリオーズ)
- 創作主題による15の変奏曲とフーガ → エロイカ変奏曲 (ベートーヴェン)
- 創作主題による32の変奏曲 (ベートーヴェン)
- 葬送音楽 (ヒンデミット)
- 葬送行進曲 (ショパン)[1]
- 葬送と勝利の大交響曲 (ベルリオーズ)
- 葬送の歌 (ストラヴィンスキー)
- 双頭の鷲の旗の下に (J・F・ワーグナー)
- 速達郵便で (エドゥアルト・シュトラウス1世)
- 祖国 (ビゼー)
- そして我らは死者を思った (リスト)
- ソステヌート (ショパン)
- 即興円舞曲 (リスト)
- 即興曲 → 4つの即興曲D899、4つの即興曲D935 (シューベルト)
- 即興曲第1番 (ショパン)
- 即興曲第2番 (ショパン)
- 即興曲第3番 (ショパン)
- 即興曲 (フォーレ)
  - 即興曲第3番 (フォーレ)
- 即興曲 (リスト)
- ソナタ (アッテルベリ)
- ソナタとインターリュード (ケージ)
- ソナチネ (バルトーク)
- ソナチネ (ラヴェル)
- そのハツカネズミは笑わない (ドナトーニ)
- 側にいることは (マンチャ)
- 素朴 → 交響曲第6番 (ニールセン)
- ソラース (ジョプリン)
- ソラリス (藤倉大)
- そりすべり (アンダーソン)
- ソリチュード・ソノール (武満徹)
- ソロチンスクの定期市 (ムソルグスキー)
- ソロモン (ヘンデル)

## た行

### た
- 第1アポーニー四重奏曲 (ハイドン)
- 第一戒律の責務 (モーツァルト)
- 第1狂詩曲 (ドビュッシー)
- 大ウィーン (ヨハン・シュトラウス2世)
- 大演奏会用独奏曲 (リスト)
- 大学祝典序曲 (ブラームス)
- 戴冠式祝典行進曲 (チャイコフスキー)
- 戴冠式頌歌 (エルガー)
- 戴冠式の歌 (ヨハン・シュトラウス2世)
- 戴冠ミサ (モーツァルト)
- 第九 → 交響曲第9番 (ベートーヴェン)
- 対決の交響曲 (マタチッチ)
- 胎児の干物 (サティ)
- タイス (マスネ)
  - タイスの瞑想曲 (マスネ)
- タイタン → 交響曲第1番 (マーラー)
- 大地の歌 (マーラー)
- 大都会的に (ツィーラー)
- 第2アポーニー四重奏曲 (ハイドン)
- 大フーガ (ベートーヴェン)
- 大仏と鹿 (酒井格)
- タイプライター (アンダーソン)
- 大ミサ曲 (モーツァルト)
- 大洋 → 練習曲 (ショパン)
- 太陽の征服 (マチューシン)
- 大洋の女神 (シベリウス)
- 大陸の歌 (深井史郎)
- 台湾舞曲 (江文也)
- ダヴィッド同盟舞曲集 (シューマン)
- ダヴィデ王 (オネゲル)
- ダウンランド組曲 (アイアランド)
- 妙なる調和 → トスカ (プッチーニ)
- 高い丘の歌 (ディーリアス)
- 打楽器協奏曲 (黛敏郎)
- 宝のワルツ (ヨハン・シュトラウス2世)
- 竹取物語 (貴志康一)
- 建・TAKERU (團伊玖磨)
- 戦っている国へ (デュパルク)
- タッソー、悲劇と勝利 (リスト)
- だったん人の踊り → イーゴリ公 (ボロディン)
- たとえつれなくとも (カルダーラ)
- ダナオスの娘たち (サリエリ)
- 楽しい行進曲 (シャブリエ)
- たのしいムーミン一家〜ムーミンと魔法使いの帽子〜 (カンテリネン)
- 楽しき狩こそ我が悦び (J.S.バッハ)
- 楽しき農夫 → 子供のためのアルバム (シューマン)
- タピオラ (シベリウス)
- 旅芸人 (ソーゲ)
- タヒチ・トロット (ショスタコーヴィチ)
- 旅の歌 (ヴォーン・ウィリアムズ)
- 旅の画集 (ダンディ)
- 旅の冒険 (ヨハン・シュトラウス2世)
- 旅への誘い (デュパルク)
- ダフニスとクロエ (ラヴェル)
- ダフネ (リヒャルト・シュトラウス)
- ダブル・セクステット (ライヒ)
- 魂のさすらい (ヤナーチェク)
- たましいのスケジュール (横山潤子)
- ダマスコの聖イオアン（ダマスクスのヨハネ） (タネーエフ)
- タマーラ (バラキレフ)
- タム・オ・シャンター序曲 (アーノルド)
- ため息 (エルガー)
- タメルラーノ (ヘンデル)
- タラス・ブーリバ (ヤナーチェク)
- タラール (サリエリ)
- タランテラ (ショパン)
- タランテラ (ボッテジーニ)
- ダリオの戴冠 (ヴィヴァルディ)
- タリスの主題による幻想曲 → トマス・タリスの主題による幻想曲 (ヴォーン・ウィリアムズ)
- タリスマン (ドリゴ)
- ダリボル（スメタナ）
- タルタルスの群れ (シューベルト)
- 誰も寝てはならぬ → トゥーランドット (プッチーニ)
- タンクレーディ (ロッシーニ)
- タンゴ (アルベニス)
- タンゴ (ストラヴィンスキー)
- タンゴの歴史 (ピアソラ)
- 断章 (細川俊夫)
- ダンソン・ヌメロ・ドス (マルケス)
- 短調による12の練習曲 (アルカン)
  - 序曲 (アルカン)
- ダンテ交響曲 (リスト)
- タンホイザー (ワーグナー)

### ち
- 小さな三文音楽 (ヴァイル)
- 小さな水車 (ヨーゼフ・シュトラウス)
- 小さなフリードリヒの誕生日 (モーツァルト)
- チェコ組曲 (ドヴォルザーク)
- チェックメイト (ブリス)
- チェネレントラ (ロッシーニ)
- チェレヴィチキ (チャイコフスキー)
- チェロ協奏曲　→　チェロ協奏曲の一覧参照
- チェロ交響曲 (ブリテン)
- チェロソナタ (グリーグ)
- チェロソナタ第1番 (サン＝サーンス)
- チェロソナタ第2番 (サン＝サーンス)
- チェロソナタ (リヒャルト・シュトラウス)
- チェロソナタ (ショスタコーヴィチ)
- チェロソナタ (ショパン)
- チェロソナタ (ドビュッシー)
- チェロソナタ (バーバー)
- チェロソナタ第1番 (フォーレ)
- チェロソナタ第2番 (フォーレ)
- チェロソナタ第1番 (ブラームス)
- チェロソナタ第2番 (ブラームス)
- チェロソナタ (プーランク)
- チェロソナタ (ブリテン)
- チェロソナタ (プロコフィエフ)
- チェロソナタ第1番 (ベートーヴェン)
- チェロソナタ第2番 (ベートーヴェン)
- チェロソナタ第3番 (ベートーヴェン)
- チェロソナタ第4番 (ベートーヴェン)
- チェロソナタ第5番 (ベートーヴェン)
- チェロソナタ第1番 (メンデルスゾーン)
- チェロソナタ第2番 (メンデルスゾーン)
- チェロソナタ (ラフマニノフ)
- チェロとコントラバスのための二重奏曲 (ロッシーニ)
- チェロとピアノのための3つの小品 (ヴェーベルン)
- チェンバロ協奏曲 (バッハ)
- 地球へのバラード (三善晃)
- 筑後川 (團伊玖磨)
- チコタン (南安雄)
- チクタク・ポルカ (ヨハン・シュトラウス2世)
- 千々の悲しみ (伝ジョスカン・デ・プレ)
- 地と天の歌 (メシアン)
- 地平線のかなたへ (木下牧子)
- 地平線のドーリア (武満徹)
- 地方長官 (オペラ) (チャイコフスキー)
- 地方長官 (交響的バラード) (チャイコフスキー)
- チャイコフスキーの主題による変奏曲 (アレンスキー)
- チャールダーシュ (モンティ)
- チャールダーシュの女王 (カールマーン)
- チャロデイカ (チャイコフスキー)
- 中央アジアの草原にて (ボロディン)
- 中国の不思議な役人 (バルトーク)
- 中国のニクソン (アダムズ)
- 忠実な音楽の師 (テレマン)
- 忠実な羊飼い (シェドヴィル)
- 忠誠 (スーザ)
- チューバ協奏曲 (ヴォーン・ウィリアムズ)
- 朝刊→朝の新聞 (ヨハン・シュトラウス2世)
- 調子の良い鍛冶屋 (ヘンデル)
- 超絶技巧百番練習曲 (ソラブジ)
- 超絶技巧練習曲 (リスト)
- 朝鮮民謡の主題による変奏曲 (チャンス)
- 蝶々 (シューマン)
- 蝶々 → 練習曲 (ショパン)
- 長調による12の練習曲 (アルカン)
- 蝶々夫人 (プッチーニ)
- 町人貴族 (リヒャルト・シュトラウス)
- 調和の霊感 (ヴィヴァルディ)
- チロルの木こりの誇り (J・F・ワーグナー)
- 鎮魂交響曲 → シンフォニア・ダ・レクイエム (ブリテン)
- 鎮魂の賦 (上田真樹)
- 沈黙 (松村禎三)

### つ
- ツァラトゥストラはこう語った (リヒャルト・シュトラウス)
- 追憶のために (シベリウス)
- ツィガーヌ (ラヴェル)
- ツィゴイネルワイゼン (サラサーテ)
- ツヴィッカウ交響曲 (シューマン)
- 束の間の幻影 (プロコフィエフ)
- 月 (オルフ)
- 月明りで (エルガー)
- 月に憑かれたピエロ（ピエロ・リュネール）(シェーンベルク)
- 月の世界 (ハイドン)
- 月の光 → ベルガマスク組曲 (ドビュッシー)
- 月の光 (フォーレ)
- 月の光に (フランス民謡)
- 次はなんだ? (カーター)
- 月夜の蓮 (細川俊夫)
- 土の歌 (佐藤眞)
- 椿姫 (ヴェルディ)
- つばめ (プッチーニ)
- 鶴亀 (山田耕筰)
- 剣と王冠 (グレグソン)
- 剣の舞 → ガイーヌ (ハチャトゥリアン)

### て
- ディアベリ変奏曲 (ベートーヴェン)
- ディヴァージョンズ (ブリテン)
- ディヴェルティメント (パーシケッティ)
- ディヴェルティメント (バルトーク)
- ディヴェルティメント (バーンスタイン)
- ディヴェルティメント (プロコフィエフ)
- ディヴェルティメント第1番 (モーツァルト)
- ディヴェルティメント第5番 (モーツァルト)
- ディヴェルティメント第7番 (モーツァルト)
- ディヴェルティメント第17番 (モーツァルト)
- ディヴェルティメント K.136 (モーツァルト)
- ディヴェルティメント K.137 (モーツァルト)
- ディヴェルティメント K.138 (モーツァルト)
- ディヴェルティメント K.563 (モーツァルト)
- ディエス・ナタリス (ハンソン)
- ディオニソスの祭り (フローラン・シュミット)
- ティークのマゲローネによるロマンス (ブラームス)
- 帝国行進曲 (エルガー)
- ディドとエネアス (パーセル)
- 帝都はひとつ、ウィーンはひとつ (ヨハン・シュトラウス2世)
- ディナミーデン (ヨーゼフ・シュトラウス)
- ディノラ (マイアベーア)
- ディファレント・トレインズ (ライヒ)
- ディラン・トマス追悼 (ストラヴィンスキー)
- ティル・オイレンシュピーゲルの愉快ないたずら (リヒャルト・シュトラウス)
- ティレジアスの乳房 (プーランク)
- ティンタジェル (バックス)
- テクスチュアズ (武満徹)
- 鉄工場 (モソロフ)
- デッティンゲン・テ・デウム (ヘンデル)
- 鉄道 (アルカン)
- 徹夜祷 (ラフマニノフ)
- テ・デウム (ブルックナー)
- テ・デウム (フルトヴェングラー)
- テ・デウム (ベルリオーズ)
- テネブレの7つの応唱 (プーランク)
- 手拍子の音楽 (ライヒ)
- テヒリーム (ライヒ)
- テープは切られた (エドゥアルト・シュトラウス1世)
- デ・プロフンディス (ペルト)
- デュポールのメヌエットによる9つの変奏曲 (モーツァルト)
- テルプシコーレ (マーゴリス)
- 田園交響曲 (ヴォーン・ウィリアムズ)
- 田園のコンセール (プーランク)
- 典型的動物 (プーランク)
- 天国と地獄 → 地獄のオルフェ (オッフェンバック)
- 天使の糧 (フランク)
- 伝説 (エネスク)
- 伝説 (フローラン・シュミット)
- 伝説 (ドヴォルザーク)
- 伝説 (リスト)
- 天体の音楽 (ヨーゼフ・シュトラウス)
- 天地創造 (ハイドン)
- 天女と漁夫 (橋本國彦)
- 天のいと高きところには神に栄光あれ (J.S.バッハ)
- 天の都市の色彩 (メシアン)
- テンペスト → ピアノソナタ第17番 (ベートーヴェン)
- テンペスト (シベリウス)
- テンペスト (チャイコフスキー)
- デンマーク王子の行進曲 (J.クラーク)
- デンマーク国歌による祝典序曲 (チャイコフスキー)
- デンマークとロシアの歌による奇想曲 (サン＝サーンス)
- 展覧会の絵 (ムソルグスキー)
- 電話 (メノッティ)

### と
- ドイツ統一行進曲 (ヨハン・シュトラウス1世)
- ドイツの挨拶 (ヨーゼフ・シュトラウス)
- ドイツ・ミサ曲 (シューベルト)
- ドイツ民謡による変奏曲 (ショパン)
- ドイツ・レクイエム (ブラームス)
- トゥオネラの白鳥 (シベリウス)
- どうか吹いておくれ → 古典様式による36のアリア (ドナウディ)
- 闘牛士の歌 → カルメン (ビゼー)
- 東京1969 (一柳慧)
- 道化師 (カバレフスキー)
- 道化師 (プロコフィエフ)
- 道化師 (レオンカヴァッロ)
- 投書欄 (ヨーゼフ・シュトラウス)
- 盗賊 (オッフェンバック)
- 塔の乙女 (シベリウス)
- 動物の謝肉祭 (サン＝サーンス)
- 東方のおとぎ話 (ヨハン・シュトラウス2世)
- ドゥムカ (チャイコフスキー)
- トゥーランガリラ交響曲 (メシアン)
- トゥーランドット (プッチーニ)
- ドゥルシネア姫に心を寄せるドン・キホーテ (ラヴェル)
- 遠い呼び声の彼方へ! (武満徹)
- とかげ (シベリウス)
- 時と悟りの勝利 (ヘンデル)
- 朱鷺によせる哀歌 (吉松隆)
- 時の踊り → ラ・ジョコンダ (ポンキエッリ)
- 時の終わりの劇 (オルフ)
- 時よ、前進! (スヴィリードフ)
- 時計 → 交響曲第101番 (ハイドン)
- どこまでも馬鹿な男 (ホルスト)
- 年老いた祖母の物語 (プロコフィエフ)
- 閉じた眼 (武満徹)
- 閉じられた庭 (フォーレ)
- トスカ (プッチーニ)
- 土俗的三連画 (伊福部昭)
- トッカータ (シューマン)
- トッカータ (プロコフィエフ)
- トッカータ、アダージョとフーガ (J.S.バッハ)
- トッカータとフーガ ニ短調 BWV 538「ドリア調」 (J.S.バッハ)
- トッカータとフーガ ニ短調 BWV 565 (J.S.バッハ)
- ドナウ (リヒャルト・シュトラウス)
- ドナウ川のさざなみ (イヴァノヴィチ)
- ドナウの水の精 (ヨーゼフ・バイヤー)
- ドナウの娘 (アダン)
- ドニエプルの岸辺で (プロコフィエフ)
- 賭博師 (ショスタコーヴィチ)
- 賭博者 (プロコフィエフ)
- ドビュッシーの墓のために (ファリャ)
- トマス・タリスの主題による幻想曲 (ヴォーン・ウィリアムズ)
- トライアディック・メモリーズ (フェルドマン)
- ドラゴンの年 (スパーク)
- トランシルヴァニア舞曲 → ソナチネ (バルトーク)
- トランスアクツィオン (ヨーゼフ・シュトラウス)
- トランペット協奏曲 (アルチュニアン)
- トランペット協奏曲 (ハイドン)
- トランペット協奏曲 (フンメル)
- トランペット吹きの子守歌 (アンダーソン)
- ドリー (フォーレ)
- 鳥 (レスピーギ)
- トリアコンタメロン (ゴドフスキー)
- トリオ・ソナタ集 作品1 (ヴィヴァルディ)
- 取りこわしポルカ (ヨハン・シュトラウス2世)
- トリスタンとイゾルデ (ヴァグナー)
- 鳥たちの目覚め (メシアン)
- 鳥たちへの断章 (細川俊夫)
- トリッチ・トラッチ・ポルカ (ヨハン・シュトラウス2世)
- トーリードのイフィジェニー (グルック)
- 鳥の歌 (カタルーニャ民謡、カザルス編曲)
- 鳥のカタログ (メシアン)
- 鳥の小スケッチ (メシアン)
- 鳥のシンフォニア (吉松隆)
- トリプティーク51 (ブトリー)
- トリプル・クァルテット (ライヒ)
- 鳥よ、年ごとに (モーツァルト)
- 鳥は星形の庭に降りる (武満徹)
- トルコ行進曲 → アテネの廃墟 (ベートーヴェン)
- トルコ行進曲 → ピアノソナタ第11番 (モーツァルト)
- トルコ風 → ヴァイオリン協奏曲第5番 (モーツァルト)
- ドレスデン・アーメン (ナウマン)
- ドレスデンのオーケストラのために (ヴィヴァルディ)
- ドレスデンの思い出 (エドゥアルト・シュトラウス)
- ドレスラーの行進曲による9つの変奏曲 (ベートーヴェン)
- トレニ (ストラヴィンスキー)
- トロイアの人々 (ベルリオーズ)
- トロイメライ →子供の情景 (シューマン)
- トロフォーニオの洞窟 (サリエリ)
- 泥棒かささぎ (ロッシーニ)
- トロンボーン協奏曲 (リムスキー＝コルサコフ)
- トロンボーンとコントラバスのための二重奏曲 (エルガー)
- ドン・カルロ (ヴェルディ)
- ドン・キショット (マスネ)
- ドン・キホーテ (リヒャルト・シュトラウス)
- ドン・キホーテ (ミンクス)
- ドン・キホーテのブルレスカ (テレマン)
- ドン・ジョヴァンニ (モーツァルト)
- 「ドン・ジョヴァンニ」の回想 (リスト)
- ドンナ・フアニータ (スッペ)
- ドン・パスクワーレ (ドニゼッティ)
- ドン・ファン (リヒャルト・シュトラウス)
- とんぼ (ヨーゼフ・シュトラウス)

## な行

### な
- ナイチンゲールの歌 (ストラヴィンスキー)
- ナイラ (バレエ) (ドリーブ)
- ナヴァラの娘 (マスネ)
- 長崎 (シュニトケ)
- 流れと共に (エドゥアルト・シュトラウス1世)
- 流れよ、わが涙 (ダウランド)
- 亡き王女のためのパヴァーヌ (ラヴェル)
- 亡き子をしのぶ歌 (マーラー)
- 渚のアインシュタイン (グラス)
- ナグアルの風 (コルグラス)
- 慰め (リスト)
- ナクソス島のアリアドネ (リヒャルト・シュトラウス)
- 嘆きの歌 (マーラー)
- 梨の形をした3つの小品 (サティ)
- ナゼルの夜会 (プーランク)
- なつかしい土地の思い出 (チャイコフスキー)
- 夏風の中で (ヴェーベルン)
- 夏の歌 (ディーリアス)
- 夏の庭で (ディーリアス)
- 夏の牧歌 (オネゲル)
- 夏の夜 (ベルリオーズ)
- 夏の夜の夢 (ブリテン)
- 夏の夜の夢 (メンデルスゾーン)
- ナブッコ (ヴェルディ)
- ナノソナタ (ジェフスキー)
- ナポリ (ガーデ他)
- 波と鐘 (デュパルク)
- ナムーナ (ラロ)
- 南極交響曲 (ヴォーン・ウィリアムズ)
- 南国にて (エルガー)
- 南国のバラ (ヨハン・シュトラウス2世)
- 南島歌遊び (福島雄次郎)
- なんと彼女は美しい → 愛の妙薬 (ドニゼッティ)

### に
- 二重協奏曲 (ヘンデル)
- 二重小協奏曲 (リヒャルト・シュトラウス)
- 偽の女庭師 (モーツァルト)
- 日没の歌 (ディーリアス)
- ニーナ (伝ペルゴレージ)
- ニネッタ侯爵夫人 (ヨハン・シュトラウス2世)
- ニーベルングの指環 (ワーグナー)
- 日本狂詩曲 (伊福部昭)
- 日本組曲【曖昧さ回避】
- 日本組曲 (伊福部昭)
- 日本組曲 (尾高尚忠)
- 日本組曲 (貴志康一)
- 日本組曲 (ホルスト)
- 日本行進曲 (ヨーゼフ・シュトラウス)
- ニホンザル・スキトオリメ (間宮芳生)
- 日本スケッチ (貴志康一)
- 日本旋法を基調とした交響曲 (市川都志春)
- 日本の皇紀二千六百年に寄せる祝典曲 (リヒャルト・シュトラウス)
- 日本民謡による幻想曲 (ヘイゾ)
- ニューイングランド三部作 (ウィリアム・シューマン)
- ニューヨーク・カウンターポイント (ライヒ)
- ニュルンベルクのマイスタージンガー (ワーグナー)
- 二羽の鳩 (メサジェ)
- ニワムシクイ (メシアン)
- 人形の夢と目覚め (エステン)
- 人魚姫 (ツェムリンスキー)
- 人間の顔 (プーランク)
- 人間の声 (プーランク)

### ね
- ネヴァ川ポルカ (ヨハン・シュトラウス2世)
- 願いの叶う本 (丸本大悟)
- 猫の子守唄 (ストラヴィンスキー)
- 猫の二重唱 (ロッシーニの音楽による)
- 猫のフーガ (ドメニコ・スカルラッティ)
- 猫踏んじゃった (作曲者不詳)
- ねじの回転 (ブリテン)
- 鼠捕りの男 (ヴォルフ)
- 熱情 → ピアノソナタ第23番 (ベートーヴェン)
- 涅槃交響曲 (黛敏郎)
- 眠りの精 (ブラームス)
- 眠りの森の美女 / 眠れる森の美女 (チャイコフスキー)
- ネローネ (ボーイト)

### の
- ノヴェンバー・ステップス (武満徹)
- 農民カンタータ → わしらの新しいご領主に (J.S.バッハ)
- ノクターン第2番 (ショパン) → 夜想曲第2番 (ショパン)
- ノース・アメリカン・バラード (ジェフスキー)
- ノートルダム (フランツ・シュミット)
- ノートルダムの曲芸師 (マスネ)
- ノートルダム・ミサ曲 (マショー)
- 野の寂しさ (ブラームス)
- 野の花 (ヴォーン・ウィリアムズ)
- 野ばと (ドヴォルザーク)
- 野ばら (シューベルト)
- ノーフォーク狂詩曲第1番 (ヴォーン・ウィリアムズ)
- 蚤の歌 (ムソルグスキー)
- ノルウェー狂詩曲 (ラロ)
- ノルウェー舞曲 (グリーグ)
- ノルウェー民謡による変奏曲形式のバラード (グリーグ)
- ノルマ (ベッリーニ)
- ノルマの回想 (リスト)
- 呪われた狩人 (フランク)

## は行

### は
- バイエルンの高地から (エルガー)
- ハイドンの主題による変奏曲 (ブラームス)
- ハイドンの名によるメヌエット (ラヴェル)
- パイン・アップル・ラグ (ジョプリン)
- パヴァーヌ (フォーレ)
- はかなき人生 (ファリャ)
- パガニーニ (レハール)
- パガニーニによる大練習曲 (リスト)
- パガニーニの「鐘」によるブラヴーラ風大幻想曲 (リスト)
- パガニーニの奇想曲による練習曲 (シューマン)
- パガニーニの主題による狂詩曲 (ラフマニノフ)
- パガニーニの主題による幻想変奏曲 (バーンズ)
- パガニーニの主題による変奏曲【曖昧さ回避】
- パガニーニの主題による変奏曲 (ビェルコーヴィチ)
- パガニーニの主題による変奏曲 (ブラームス)
- パガニーニの3つのカプリス (シマノフスキ)
- パキータ (ミンクス)
- 白衣の婦人 (ボワエルデュー)
- 伯爵令嬢マリツァ (カールマーン)
- 莫愁女幻想曲 (何占豪)
- 白鳥の歌 (シューベルト)
- 白鳥の湖 (チャイコフスキー)
- 白鳥姫 (シベリウス)
- 白鳥を焼く男 (ヒンデミット)
- バグパイプ吹きシュヴァンダ (ヴァインベルゲル)
- 爆発ポルカ (ヨハン・シュトラウス2世)
- 禿山の一夜 (ムソルグスキー)
- 箱根八里 (滝廉太郎)
- 方舟 (木下牧子)
- パシフィック231 (オネゲル)
- はじまり (木下牧子)
- はじめに音楽、次に言葉 (サリエリ)
- 走る海 (廣瀬量平)
- バスティアンとバスティエンヌ (モーツァルト)
- パストラール (ストラヴィンスキー)
- パストラル協奏曲 (ロドリーゴ)
- バスーンソナタ (サン＝サーンス)
- バター付きパン (伝モーツァルト)
- 八月の正午に太陽は… (林光)
- 八重奏曲 (シューベルト)
- 八重奏曲 (ストラヴィンスキー)
- バッカスとアリアーヌ (ルーセル)
- パッサカリア (ヴェーベルン)
- パッサカリア (兼田敏)
- パッサカリア (ゴドフスキー)
- パッサカリア (ネルソン)
- パッサカリアとフーガ (J.S.バッハ)
- バッハの主題による変奏曲とフーガ (レーガー)
- バッハの名による幻想曲とフーガ (リスト)
- バッハの名による幻想曲とフーガ (レーガー)
- 波濤を越えて (ローサス)
- パ・ド・カトル (プーニ)
- 鼻 (ショスタコーヴィチ)
- 花 (瀧廉太郎)
- 花咲け、偉大な国土よ (プロコフィエフ)
- 放たれた女王 (シベリウス)
- 花と一緒 (横山潤子)
- 花に寄せて (新実徳英)
- 花の歌 → カルメン (ビゼー)
- 花の曲 (シューマン)
- 花の街 (團伊玖磨)
- 花火 (ストラヴィンスキー)
- ハニー・アンド・ルー (プレヴィン)
- パニヒダ (シドロフ)
- パニヒダ第2番 (チェスノコフ)
- 埴生の宿 (ビショップ)
- 母が教えてくれた歌 (アイヴズ)
- ハバネラ (サン＝サーンス)
- ハバネラ → カルメン (ビゼー)
- バーバ・ヤガー (リャードフ)
- パピヨン (オッフェンバック)
- バビロニアのチーロ (ロッシーニ)
- ハープ協奏曲 (ヒナステラ)
- ハープ協奏曲 (ヘンデル)
- ハープサルの思い出（チャイコフスキー）
- ハープシコード組曲第1集 (ヘンデル)
- ハープシコード組曲第2集 (ヘンデル)
- ハプスブルク万歳! (ヨハン・シュトラウス2世)
- バフチサライの泉 (アサフィエフ)
- ハープと管弦楽のための小協奏曲 (ピエルネ)
- 浜辺の歌 (成田為三)
- ハムレット (チャイコフスキー)
- ハムレット (トマ)
- ハムレット (リスト)
- バヤゼット (ヴィヴァルディ)
- 早わかり (グレインジャー)
- ハラウィ (メシアン)
- パラード (サティ)
- バラード第1番 (ショパン)
- バラード第2番 (ショパン)
- バラード第3番 (ショパン)
- バラード第4番 (ショパン)
- バラード (フォーレ)
- バラード (ブラームス)
- バラード (マルタン)
- バラード第1番 (リスト)
- バラード第2番 (リスト)
- ばらの騎士 (リヒャルト・シュトラウス)
- パリ:大都会の歌 (ディーリアス)
- パリのアメリカ人 (ガーシュウィン)
- パリの生活 (オッフェンバック)
- パリの炎 (アサフィエフ)
- ハーリ・ヤーノシュ (コダーイ)
- 春 → 交響曲第1番 (シューマン)
- 春 (ドビュッシー)
- 春 (ラフマニノフ)
- 遙かな歩み (髙田三郎)
- 遥かな友に (磯部俶)
- 遥かなる恋人に (ベートーヴェン)
- バール・シェム (ブロッホ)
- パルジファル (ワーグナー)
- パルス・モーションII (川崎美保)
- パルティータ (バッハ)
- ハルナシェ (シマノフスキ)
- 春に (シューベルト)
- 春の朝に (リリ・ブーランジェ)
- 春の歌 (シベリウス)
- 春の交響曲 (ゴトコフスキー)
- 春の交響曲 (ブリテン)
- 春の声 (ヨハン・シュトラウス2世)
- 春の祭典 (ストラヴィンスキー)
- 春のささやき (シンディング)
- 春の猟犬 (リード)
- 春初めてのカッコウの声を聴いて (ディーリアス)
- 春への憧れ (モーツァルト)
- 春への頌歌 (ラフ)
- パルミラのアウレリアーノ (ロッシーニ)
- バレエの情景 (ストラヴィンスキー)
- パレストリーナ (プフィッツナー)
- ハレルヤ → メサイア (ヘンデル)
- バレンシアの寡婦 (ハチャトゥリアン)
- パロディ的な四楽章 (深井史郎)
- ハワイの花 (アブラハム)
- 半音階的幻想曲とフーガ (J.S.バッハ)
- 半音階的大ギャロップ (リスト)
- 版画 (ドビュッシー)
- ハンガリー (リスト)
- ハンガリー狂詩曲 (リスト)
- ハンガリー幻想曲 (リスト)
- ハンガリー田園幻想曲 (ドップラー)
- ハンガリーの風景 (バルトーク)
- ハンガリー万歳! (ヨハン・シュトラウス2世)
- ハンガリー舞曲 (ブラームス)
- ハンガリー民謡「孔雀は飛んだ」による変奏曲 (コダーイ)
- 反形式主義的ラヨーク (ショスタコーヴィチ)
- 万国博覧会 (シュトックハウゼン)
- バンジョー (ゴットシャルク)
- ハンティングタワー (レスピーギ)
- パンとシランクス (ニールセン)
- ハンマークラヴィーア → ピアノソナタ第29番 (ベートーヴェン)
- 万霊節 (リヒャルト・シュトラウス)
- 万霊節のための連禱 (シューベルト)

### ひ
- ピアニストのための道 (ジェフスキー)
- ピアノ、オーボエとファゴットのための三重奏曲 (プーランク)
- ピアノ協奏曲　→　ピアノ協奏曲の一覧参照
- ピアノ曲I〜IV (シュトックハウゼン)
- ピアノ曲V〜X (シュトックハウゼン)
- ピアノ曲XI〜XIX (シュトックハウゼン)
- ピアノ曲作品33 (シェーンベルク)
- ピアノ五重奏曲 (ヴォーン・ウィリアムズ)
- ピアノ五重奏曲 (エルガー)
- ピアノ五重奏曲 (コルンゴルト)
- ピアノ五重奏曲 (サン＝サーンス)
- ピアノ五重奏曲 (シベリウス)
- ピアノ五重奏曲 (シューベルト) 「鱒」
- ピアノ五重奏曲 (シューマン)
- ピアノ五重奏曲 (ショスタコーヴィチ)
- ピアノ五重奏曲 (タネーエフ)
- ピアノ五重奏曲第2番 (トゥイレ)
- ピアノ五重奏曲第1番 (ドヴォルザーク)
- ピアノ五重奏曲第2番 (ドヴォルザーク)
- ピアノ五重奏曲 (トゥリーナ)
- ピアノ五重奏曲 (バルトーク)
- ピアノ五重奏曲 (ビーチ)
- ピアノ五重奏曲第1番 (フォーレ)
- ピアノ五重奏曲第2番 (フォーレ)
- ピアノ五重奏曲 (ブラームス)
- ピアノ五重奏曲 (フランク)
- ピアノ五重奏曲 (ブリッジ)
- ピアノ五重奏曲 (フルトヴェングラー)
- ピアノ五重奏曲第1番 (ブロッホ)
- ピアノ五重奏曲 (フンメル)
- ピアノ五重奏曲 (ボルグストレム)
- ピアノ五重奏曲 (メトネル)
- ピアノ三重奏曲第1番 (アレンスキー)
- ピアノ三重奏曲第2番 (アレンスキー)
- ピアノ三重奏曲第1番 (サン＝サーンス)
- ピアノ三重奏曲第2番 (サン＝サーンス)
- ピアノ三重奏曲第1番 (シューベルト)
- ピアノ三重奏曲第2番 (シューベルト)
- ピアノ三重奏曲 (クララ・シューマン)
- ピアノ三重奏曲第1番 (シューマン)
- ピアノ三重奏曲第2番 (シューマン)
- ピアノ三重奏曲第3番 (シューマン)
- ピアノ三重奏曲第1番 (ショスタコーヴィチ)
- ピアノ三重奏曲第2番 (ショスタコーヴィチ)
- ピアノ三重奏曲 (ショパン)
- ピアノ三重奏曲 (スメタナ)
- ピアノ三重奏曲 (チャイコフスキー) 「偉大な芸術家の思い出に」
- ピアノ三重奏曲第1番 (ドヴォルザーク)
- ピアノ三重奏曲第2番 (ドヴォルザーク)
- ピアノ三重奏曲第3番 (ドヴォルザーク)
- ピアノ三重奏曲第4番 (ドヴォルザーク)
- ピアノ三重奏曲 (ドビュッシー)
- ピアノ三重奏曲 (フォーレ)
- ピアノ三重奏曲第1番 (ブラームス)
- ピアノ三重奏曲第2番 (ブラームス)
- ピアノ三重奏曲第3番 (ブラームス)
- ピアノ三重奏曲WoO38 (ベートーヴェン)
- ピアノ三重奏曲WoO39 (ベートーヴェン)
- ピアノ三重奏曲第1番 (ベートーヴェン)
- ピアノ三重奏曲第2番 (ベートーヴェン)
- ピアノ三重奏曲第3番 (ベートーヴェン)
- ピアノ三重奏曲第4番 (ベートーヴェン) 「街の歌」
- ピアノ三重奏曲第5番 (ベートーヴェン) 「幽霊」
- ピアノ三重奏曲第6番 (ベートーヴェン)
- ピアノ三重奏曲第7番 (ベートーヴェン) 「大公」
- ピアノ三重奏曲 (ファニー・メンデルスゾーン)
- ピアノ三重奏曲第1番 (メンデルスゾーン)
- ピアノ三重奏曲第2番 (メンデルスゾーン)
- ピアノ三重奏曲 (ラヴェル)
- ピアノ四重奏曲 変ロ長調 (サン＝サーンス)
- ピアノ四重奏曲 ホ長調 (サン＝サーンス)
- ピアノ四重奏曲 (シューマン)
- ピアノ四重奏曲 (ショーソン)
- ピアノ四重奏曲第1番 (ドヴォルザーク)
- ピアノ四重奏曲第2番 (ドヴォルザーク)
- ピアノ四重奏曲第1番 (フォーレ)
- ピアノ四重奏曲第2番 (フォーレ)
- ピアノ四重奏曲第1番 (ブラームス)
- ピアノ四重奏曲第2番 (ブラームス)
- ピアノ四重奏曲第3番 (ブラームス)
- ピアノ四重奏曲 (マーラー)
- ピアノ四重奏曲第1番 (メンデルスゾーン)
- ピアノ四重奏曲第2番 (メンデルスゾーン)
- ピアノ四重奏曲第3番 (メンデルスゾーン)
- ピアノ四重奏曲第1番 (モーツァルト)
- ピアノ四重奏曲第2番 (モーツァルト)
- ピアノ四重奏曲 (吉松隆)
- ピアノソナタ　→　ピアノソナタの一覧参照
- ピアノと管楽のための五重奏曲 (ベートーヴェン)
- ピアノと管楽のための五重奏曲 (モーツァルト)
- ピアノと管弦楽のための幻想曲 (ドビュッシー)
- ピアノと管弦楽のための幻想曲 (フォーレ)
- ピアノと管弦楽のためのムーヴメンツ (ストラヴィンスキー)
- ピアノと管絃楽のための「リトミカ・オスティナータ」 (伊福部昭)
- ピアノと管弦楽のためのロンド (ベートーヴェン)
- ピアノ独奏による協奏曲 (アルカン)
- ピアノ独奏による交響曲 (アルカン)
- ピアノと弦楽オーケストラのための朝の歌 (松村禎三)
- ピアノのために (ドビュッシー)
- ピアノのための7つのフーガ (グリーグ)
- ピアノのための変奏曲 (ヴェーベルン)
- ピアノ・フェイズ (ライヒ)
- ピアノ、フルートとファゴットのための三重奏曲 (ベートーヴェン)
- ピアノ・ラグ・ミュージック (ストラヴィンスキー)
- ピアノラのための練習曲 (ストラヴィンスキー)
- ピオネールは木を植える → 森の歌 (ショスタコーヴィチ)
- ピカデリー (サティ)
- ひからびた胎児 → 胎児の干物 (サティ)
- 光 (シュトックハウゼン)
- ひかりごけ (團伊玖磨)
- 光る砂漠 (萩原英彦)
- ピカレスク・コメディのための序曲 (バックス)
- 彼岸花の幻想 (八村義夫)
- 悲劇的序曲 (ブラームス)
- 飛行船 (藤澤道雄)
- ビザンティンのモザイク画 (チェザリーニ)
- 悲愴 → 練習曲 (スクリャービン)
- 悲愴 → 交響曲第6番 (チャイコフスキー)
- 悲愴 → ピアノソナタ第8番 (ベートーヴェン)
- 悲愴オラトリオ (スヴィリードフ)
- ひそやかな音楽 (モンポウ)
- ピーター・グライムズ (ブリテン)
- ひたすらな道 (髙田三郎)
- ピーターと狼 (プロコフィエフ)
- 左手のためのピアノ協奏曲 (コルンゴルト)
- 左手のためのピアノ協奏曲 (ラヴェル)
- ピータールー序曲 (アーノルド)
- ピーチェリン・ラグ (ジョプリン)
- 美中の美 (スーザ)
- ピツィカート・ポルカ (ヨハン・シュトラウス2世、ヨーゼフ・シュトラウス)
- 羊飼いの王様 (モーツァルト)
- 羊飼いの嘆きの歌 (シューベルト)
- ピッツバーグ交響曲【曖昧さ回避】
- ピッツバーグ交響曲 (スパーク)
- ピッツバーグ序曲 (ペンデレツキ)
- 一息ごとに一時間 (八村義夫)
- 人知れぬ涙 → 愛の妙薬 (ドニゼッティ)
- 人々、汝らを除名すべし (J.S.バッハ)
- 人、山の上で聞きしこと (リスト)
- 日向で水浴する女たち (セヴラック)
- 火の起源 (シベリウス)
- 火の鳥 (ストラヴィンスキー)
- 日の光もなく (ムソルグスキー)
- 陽はまた昇る (スパーク)
- 批評家 (スタンフォード)
- 秘密 (スメタナ)
- 秘密 (トスティ)
- 秘密の結婚 (チマローザ)
- 百年祭 (福島弘和)
- 百発百中 (ヨハン・シュトラウス2世)
- 氷河特急 (高橋伸哉)
- ビリー・ザ・キッド (コープランド)
- ビリティスの3つの歌 → ビリティスの歌#ビリティスの3つの歌 (ドビュッシー)
- ビリティスの歌 (ドビュッシー)
- ビリー・バッド (ブリテン)
- ピレネー交響曲 (グリーディ)
- 広がり → 交響曲第3番 (ニールセン)
- 広島の犠牲者に捧げる哀歌 (ペンデレツキ)
- 広島レクイエム (糀場富美子)

### ふ
- ファウスト (グノー)
- ファウスト交響曲 (リスト)
- ファウスト序曲 (ワーグナー)
- ファウストの劫罰 (ベルリオーズ)
- ファエトン (サン＝サーンス)
- ファゴット協奏曲 (モーツァルト)
- ファゴットとチェロのためのソナタ (モーツァルト)
- ファゴットのためのロマンス (エルガー)
- ファティニッツァ (スッペ)
- ファルスタッフ (ヴェルディ)
- ファルスタッフ (サリエリ)
- ファンドの園 (バックス)
- フィエラブラス (シューベルト)
- フィガロの結婚 (モーツァルト)
- フィディレ (デュパルク)
- フィデリオ (ベートーヴェン)
- フィラデルフィア交響曲 (アイネム)
- フィレンツェの悲劇 (ツェムリンスキー)
- フィンガルの洞窟 (メンデルスゾーン)
- フィンランディア (シベリウス)
- フィンランド民謡組曲 (ヴァン・デル・ロースト)
- 風変わりな店 (レスピーギ)
- 風紋 (石井歓)
- 風紋 (保科洋)
- プエルトリコの想い出 (ゴットシャルク)
- フェルナン・コルテス (スポンティーニ)
- フェロー諸島への幻視旅行 (ニールセン)
- フォルスタッフ (エルガー)
- フォルテュニオ (メサジェ)
- フォールリヴァー伝説 (グールド)
- フォーレの名による子守歌 (ラヴェル)
- フーガ イ短調 (ショパン)
- フーガ BWV578 (J.S.バッハ) 「小フーガ」
- 深き淵より (ジェフスキー)
- 深き悩みの淵より、われ汝に呼ばわる (J.S.バッハ)
- フーガの技法 (J.S.バッハ)
- フーガ風協奏曲 (ホルスト)
- フーガ風序曲 (ホルスト)
- 「不屈の民」変奏曲 (ジェフスキー)
- 不幸なる我が身 (バード)
- プーシキン・ワルツ (プロコフィエフ)
- 富士山 (多田武彦)
- プシシェ (フランク)
- プスタ〜4つのジプシー・ダンス (ヴァン・デル・ロースト)
- 二つの讃歌への前奏曲 (早坂文雄)
- 二人静 (細川俊夫)
- 二人の擲弾兵 (シューマン)
- 二人のマルグリート (大谷千正)
- 二人のやもめ (スメタナ)
- 復活 (ヘンデル)
- 復活 → 交響曲第2番 (マーラー)
- 復活のシンフォニア (ネリベル)
- 仏陀 (貴志康一)
- 舞踏組曲 (バルトーク)
- 舞踊組曲「蜘蛛の糸」 (芥川也寸志)
- ぶどう酒 (ベルク)
- 舞踏への勧誘 (ウェーバー)
- 舟歌 (サン＝サーンス)
- 舟歌 (ショパン)
- 舟歌 (フォーレ)
  - 舟歌第4番 (フォーレ)
- 舟歌 (リャードフ)
- 船の建造 (シベリウス)
- 吹雪の街を (多田武彦)
- 不滅 → 交響曲第4番 (ニールセン)
- 不滅の時間 (ボートン)
- フモレスケ (シューマン)
- 冬のかがり火 (プロコフィエフ)
- 冬の旅 (シューベルト)
- フューンの春 (ニールセン)
- ブライアンの休日 (内藤淳一)
- ブラヴォーグ (カーデュー)
- ブラジル風バッハ (ヴィラ＝ロボス)
- ブラジルへの郷愁 (ミヨー)
- プラテー (ラモー)
- フラ・ディアヴォロ (オーベール)
- フラトレス (ペルト)
- プラハ1968年のための音楽 (フサ)
- フランク・ブリッジの主題による変奏曲 (ブリテン)
- フランス組曲【曖昧さ回避】
- フランス組曲 (バッハ)
- フランス組曲 (プーランク)
- フランス組曲 (ミヨー)
- フランスの山人の歌による交響曲 (ダンディ)
- フランス風序曲 (バッハ)
- フランソワーズ変奏曲 (ドナトーニ)
- フランチェスカ・ダ・リミニ (チャイコフスキー)
- ブランデンブルク協奏曲 (J.S.バッハ)
- 振り子の音楽 (ライヒ)
- プリ・スロン・プリ (ブーレーズ)
- ブリッグの定期市 (ディーリアス)
- プリバウトキ (ストラヴィンスキー)
- フリーマン・エチュード (ケージ)
- フリーメイソンのための葬送音楽 (モーツァルト)
- プリンク・プレンク・プランク (アンダーソン)
- 古いアメリカ舞曲による組曲 (ロバート・ラッセル・ベネット)
- 古い金貨と古い鎧 (サティ)
- ブルスキーノ氏 (ロッシーニ)
- ブルー・タンゴ (アンダーソン)
- プルチネルラ (ストラヴィンスキー)
- ブルック・グリーン組曲 (ホルスト)
- フルート、ヴァイオリンとヴィオラのためのセレナーデ (ベートーヴェン)
- フルート、ヴァイオリンとチェンバロのための三重協奏曲 (バッハ)
- フルート、ヴィオラとハープのためのソナタ (ドビュッシー)
- フルート、オーボエとヴィオラのための三重奏曲 (ホルスト)
- フルート協奏曲　→　フルート協奏曲の一覧参照
- フルート四重奏曲 (モーツァルト)
- フルートソナタ (プーランク)
- フルートソナタ (ベートーヴェン)偽作
- フルートソナタ (ライネッケ)
- フルートと管弦楽のためのアンダンテ (モーツァルト)
- フルートとハープのための協奏曲 (モーツァルト)
- フルートとピアノのためのソナチネ (デュティユー)
- ブルレスケ (リヒャルト・シュトラウス)
- プレイアデス舞曲集 (吉松隆)
- プレ・オ・クレール (エロルド)
- プロイセンの栄光 (ピーフケ)
- プロヴァンス組曲【曖昧さ回避】
- ブロッケス受難曲 (ヘンデル)
- フロム・ミー・フローズ・ホワット・ユー・コール・タイム (武満徹)
- プロメテ (フォーレ)
- プロメテウス (リスト)
- プロメテウスの創造物 (ベートーヴェン)
- プロメテ - 火の詩 (スクリャービン)
- フローラの目覚め (ドリゴ)
- フロリダ組曲 (ディーリアス)
- フロワッサール (エルガー)
- フン族の戦い (リスト)

### へ
- ベアトリスとベネディクト (ベルリオーズ)
- 平均律クラヴィーア曲集 (J.S.バッハ)
- 兵士たち (ベルント・アロイス・ツィンマーマン)
- 兵士の物語 (ストラヴィンスキー)
- 平和への祈り (深井史郎)
- ベガーズ・オペラ（乞食オペラ） (ペープシュ)
- ヘクサメロン (ショパン、ツェルニー、タールベルク、ピクシス、エルツ共作)
- ペスト流行時の酒宴 (グバイドゥーリナ)
- ベセーナ (ジョプリン)
- ペチカ (山田耕筰)
- ヘ調のメロディ (ルビンシテイン)
- ベックリンによる4つの音詩 (レーガー)
- 別離の歌 (モーツァルト)
- ベティカ幻想曲 (ファリャ)
- ペテルブルクの列車旅行 (アイレンベルク)
- ベートーヴェンの主題による変奏曲とフーガ (レーガー)
- ペトラルカの3つのソネット (リスト)
- ペトルーシュカ (ストラヴィンスキー)
- ペトルーシュカからの3楽章 (ストラヴィンスキー)
- ペドロ親方の人形芝居 (ファリャ)
- ベニ・モラ (ホルスト)
- ペネロープ (フォーレ)
- ヘブライの主題による序曲 (プロコフィエフ)
- ヘマークラフィーア (エッゲルト)
- ヘラクレス (ヘンデル)
- ヘラクレスの青年時代 (サン＝サーンス)
- ヘリオス (ニールセン)
- ヘリオポリスよりII (シューベルト)
- ヘリコプター弦楽四重奏曲 (シュトックハウゼン)
- ベルガマスク組曲 (ドビュッシー)
- ベルギーの旗 (エルガー)
- ペール・ギュント (グリーグ)
- ヘルゴラント (ブルックナー)
- ペルシャ行進曲 (ヨハン・シュトラウス2世)
- ベルシャザル (ヘンデル)
- ベルシャザールの饗宴 (ウォルトン)
- ベルシャザールの饗宴 (シベリウス)
- ペルシャの市場にて (ケテルビー)
- ペルセフォーヌ (ストラヴィンスキー)
- ヘルマンとドロテーア (シューマン)
- ペレアスとメリザンド (シェーンベルク)
- ペレアスとメリザンド (シベリウス)
- ペレアスとメリザンド (ドビュッシー)
- ペレアスとメリザンド (フォーレ)
- ベンヴェヌート・チェッリーニ (ベルリオーズ)
- ペンザンスの海賊 (サリヴァン)
- ヘンゼルとグレーテル (フンパーディンク)
- 変奏曲 (ストラヴィンスキー)
- ヘンデルの主題による変奏曲とフーガ (ブラームス)
- ヘンリー八世 (サン＝サーンス)

### ほ
- ホヴァーンシチナ (ムソルグスキー)
- 法悦の詩 → 交響曲第4番 (スクリャービン)
- 鳳凰が舞う (真島俊夫)
- 鳳凰〜仁愛鳥譜 (鈴木英史)
- 宝玉と勺杖 (ウォルトン)
- 放蕩児の遍歴 (ストラヴィンスキー)
- 放蕩息子 (ドビュッシー)
- 放蕩息子 (プロコフィエフ)
- ボエーム → ラ・ボエーム (プッチーニ)
- ポエム・エレクトロニク (ヴァレーズ)
- ポエム・サンフォニック（100台のメトロノームのための） (リゲティ)
- ボギー大佐 (アルフォード)
- ポーギーとベス (ガーシュウィン)
- 牧神の午後への前奏曲 (ドビュッシー)
- 星たちの息子 (サティ)
- 星の王 (ストラヴィンスキー)
- 星は光りぬ → トスカ (プッチーニ)
- ホタ・アラゴネーサによる華麗な奇想曲 (グリンカ)
- 蛍 (エドゥアルト・シュトラウス)
- 北海の絵 (ヨハン・シュトラウス2世)
- ボッカチオ (スッぺ)
- 北極星 (マイアベーア)
- ポッペーアの戴冠 (モンテヴェルディ)
- 焔に向かって (スクリャービン)
- 炎の天使 (プロコフィエフ)
- ホフマン物語 (オッフェンバック)
- ボヘミアのブランデンブルク人（スメタナ）
- 微笑みの国 (レハール)
- ポホヨラの娘 (シベリウス)
- ボマルツォ (ヒナステラ)
- ホラ・スタッカート (ディニク)
- ポーランド民謡による大幻想曲 (ショパン)
- ポリウト (ドニゼッティ)
- ボリス・ゴドゥノフ (ムソルグスキー)
- ポリュークト (デュカス)
- ポルティチの唖娘 (オーベール)
- ボルト (ショスタコーヴィチ)
- ホルベアの時代から (グリーグ)
- ホルン協奏曲 (グリエール)
- ホルン協奏曲 (リヒャルト・シュトラウス)
- ホルン協奏曲 (細川俊夫)
- ホルン協奏曲 (モーツァルト)
- ホルン五重奏曲 (モーツァルト)
- ホルン三重奏曲 (ブラームス)
- ホルン小協奏曲 (ウェーバー)
- ホルンソナタ (ベートーヴェン)
- ホルンと管弦楽のための演奏会用小品 (サン＝サーンス)
- ホルンとピアノのためのエレジー (プーランク)
- ホルン、トランペットとトロンボーンのためのソナタ (プーランク)
- ボレロ (ショパン)
- ボレロ (ラヴェル)
- ポローニア (エルガー)
- ポロネーズ第1番 (ショパン)
- ポロネーズ第2番 (ショパン)
- ポロネーズ第3番 (ショパン) 「軍隊ポロネーズ」
- ポロネーズ第4番 (ショパン)
- ポロネーズ第5番 (ショパン)
- ポロネーズ第6番 (ショパン) 「英雄ポロネーズ」
- ポロネーズ第7番 (ショパン) → 幻想ポロネーズ
- ポロネーズ第8番 (ショパン) → ポロネーズ作品71 (ショパン)
- ポロネーズ第9番 (ショパン) → ポロネーズ作品71 (ショパン)
- ポロネーズ第10番 (ショパン) → ポロネーズ作品71 (ショパン)
- ポロネーズ第11番 (ショパン)
- ポロネーズ第12番 (ショパン)
- ポロネーズ第13番 (ショパン)
- ポロネーズ第14番 (ショパン)
- ポロネーズ第15番 (ショパン) 「別れのポロネーズ」
- ポロネーズ第16番 (ショパン)
- ポロネーズ → 管弦楽組曲 (J.S.バッハ)
- ポロネーズ (ベートーヴェン)
- 本日休演 (サティ)
- ポンテ・ロマーノ (ヴァン・デル・ロースト)
- ポントの王ミトリダーテ (モーツァルト)

## ま行

### ま
- マエストロ対位法氏の小葬送行進曲 (モーツァルト)
- 魔王 (シューベルト)
- マオメット2世 (ロッシーニ)
- マーキュリー (ヴァン・デル・ロースト)
- マクベス (ヴェルディ)
- マクベス (リヒャルト・シュトラウス)
- 鱒 (シューベルト)
- 鱒 → ピアノ五重奏曲 (シューベルト)
- マスクとベルガマスク (フォーレ)
- マスコット (オードラン)
- マスターピース (ドレイトン)
- マズルカ作品62 (シマノフスキ)
- マズルカ (ショパン)
  - マズルカ作品6 (ショパン)
  - マズルカ作品7 (ショパン)
  - マズルカ作品17 (ショパン)
  - マズルカ作品24 (ショパン)
  - マズルカ作品30 (ショパン)
  - マズルカ作品33 (ショパン)
  - マズルカ作品41 (ショパン)
  - マズルカ作品50 (ショパン)
  - マズルカ作品56 (ショパン)
  - マズルカ作品59 (ショパン)
  - マズルカ作品63 (ショパン)
  - マズルカ作品67 (ショパン)
  - マズルカ作品68-4 (ショパン)
- マズルカ風ロンド (ショパン)
- マゼッパ (チャイコフスキー)
- マゼッパ (リスト)
- マタイ受難曲 (J.S.バッハ)
- マダガスカル島民の歌 (ラヴェル)
- 曼陀羅の華 (山田耕筰)
- 魔弾の射手 (ウェーバー)
- 待ちこがれし喜びの光 (J.S.バッハ)
- 町と田舎 (ヨハン・シュトラウス2世)
- 待ちぼうけ (山田耕筰)
- マッダレーナ (プロコフィエフ)
- マッティナータ (レオンカヴァッロ)
- マティルデ・ディ・シャブラン (ロッシーニ)
- 魔笛 (モーツァルト)
- マトフェイ受難曲 (アルフェエフ)
- マドリガル協奏曲 (ロドリーゴ)
- まどろみはいよいよ浅く (ブラームス)
- マドンナの宝石 (ヴォルフ＝フェラーリ)
- 真夏の夜の夢 → 夏の夜の夢 (メンデルスゾーン)
- マノン (マスネ)
- マノン・レスコー (オベール)
- マノン・レスコー (プッチーニ)
- 真昼の魔女 (ドヴォルザーク)
- 魔法使いの弟子 (デュカス)
- 魔法にかけられた湖 (リャードフ)
- まぼろしの薔薇 (西村朗)
- マ・メール・ロワ (ラヴェル)
- 真夜中の閲兵 (グリンカ)
- マリーナ・ツヴェタエワの詩による6つの歌曲 (ショスタコーヴィチ)
- マルグリット・ロンの名による変奏曲 (オーリック、ソーゲ、ダニエル＝ルシュール、デュティユー、プーランク、フランセ、ミヨー、リヴィエ共作)
- マルタ (フロトー)
- マロシュセーク舞曲 (コダーイ)
- 満洲の丘に立ちて (シャトロフ)
- 満足 K.349 (モーツァルト)
- 満足 K.473 (モーツァルト)
- 曼荼羅交響曲 (黛敏郎)
- マンダリーナの息子 (キュイ)
- マンハッタン交響曲 (ランサン)
- マンフレッド (シューマン)
- マンフレッド交響曲 (チャイコフスキー)
- 万葉恋歌 (信長貴富)

### み
- ミカド (サリヴァン)
- 未完成 → 交響曲第7番 (シューベルト)
- 右や左に見えるもの〜眼鏡無しで (サティ)
- ミクソリディア旋法の協奏曲 (レスピーギ)
- ミクロコスモス (バルトーク)
- ミケランジェロの詩による3つの歌曲 (ヴォルフ)
- 岬の墓 (團伊玖磨)
- ミサ曲第1番 (シューベルト)
- ミサ曲第2番 (シューベルト)
- ミサ曲第3番 (シューベルト)
- ミサ曲第4番 (シューベルト)
- ミサ曲第5番 (シューベルト)
- ミサ曲第6番 (シューベルト)
- ミサ曲 (シューマン)
- ミサ曲 (ストラヴィンスキー)
- ミサ曲 ニ長調 (ドヴォルザーク)
- ミサ曲 ロ短調 (J.S.バッハ)
- ミサ曲 (ビーチ)
- ミサ曲 (プッチーニ)
- ミサ曲 ト長調 (プーランク)
- ミサ曲第2番 (ブルックナー)
- ミサ曲 ハ長調 (ベートーヴェン)
- ミサ・ソレムニス (ベートーヴェン)
- 短いことづて (ヨーゼフ・シュトラウス)
- 水のいのち (高田三郎)
- 水の精 (ドヴォルザーク)
- 水の戯れ (ラヴェル)
- 水の翼 (黒澤吉徳)
- ミゼレーレ (アレグリ)
- 三つのオレンジへの恋 (プロコフィエフ)
- 三つの抒情 (三善晃)
- 三つの時刻 (三善晃)
- 密度21.5 (ヴァレーズ)
- ミニョン (トマ)
- ミニョンのためのレクイエム (シューマン)
- ミニョンのロマンス (デュパルク)
- ミのための詩 (メシアン)
- ミュージック・メイカーズ (エルガー)
- ミューズと詩人 (サン＝サーンス)
- ミューズを率いるアポロ (ストラヴィンスキー)
- 見よや十字架の (サリヴァン)
- 見よ、われらエルサレムに向かう (J.S.バッハ)
- ミルテの花 (ヨハン・シュトラウス2世)
- ミルテの花 (シューマン)
- ミルテの花冠 (ヨハン・シュトラウス2世)
- ミレイユ (グノー)
- 民謡風の5つの小品 (シューマン)

### む
- ムーアサイド組曲 (ホルスト)
- ムガール大帝 (ヴィヴァルディ)
- 報われぬ不実 (ハイドン)
- 無言歌集 (メンデルスゾーン)
- ムジカ・ポエティカ (オルフ)
- ムジカ・リチェルカータ (リゲティ)
- 無人島 (ハイドン)
- 夢想 (ドビュッシー)
- 無調のバガテル (リスト)
- ムツェンスク郡のマクベス夫人 (ショスタコーヴィチ)
- 無伴奏ヴァイオリンソナタ【曖昧さ回避】
- 無伴奏ヴァイオリンソナタ (イザイ)
- 無伴奏ヴァイオリンソナタ (バルトーク)
- 無伴奏ヴァイオリンソナタ (プロコフィエフ)
- 無伴奏ヴァイオリンのためのソナタとパルティータ (バッハ)
- 無伴奏チェロ組曲 (バッハ)
- 無伴奏チェロソナタ (コダーイ)
- 無伴奏チェロソナタ (プロコフィエフ)
- 無伴奏フルートのための12のファンタジア (テレマン)
- 無伴奏フルートのためのソナタ (バッハ)
- 夢遊病の女 (ベッリーニ)
- 村のロメオとジュリエット (ディーリアス)

### め
- 明治頌歌 (山田耕筰)
- 冥想 (細川俊夫)
- 迷走するサラバンド (広瀬正憲)
- メイプル・リーフ・ラグ (ジョプリン)
- 命名祝日 (ベートーヴェン)
- メイン・イングル (私の小さな息子) (ジェフスキー)
- メキシコの祭り (ハーバート・オーエン・リード)
- メサイア (ヘンデル)
- 目覚めよと、われらに呼ばわる物見らの声 (J.S.バッハ)
- 牝鹿 (プーランク)
- 牝猫 (ソーゲ)
- メタスタシス (クセナキス)
- メタモルフォーゼン (リヒャルト・シュトラウス)
- メタルスネイル組曲 (吉松隆)
- メッシーナの花嫁 (フィビフ)
- メデア (ケルビーニ)
- メデアの復讐の踊り (バーバー)
- メトゥザレム王子 (ヨハン・シュトラウス2世)
- メトープ (シマノフスキ)
- メヌエット (瀧廉太郎)
- メヌエット (パデレフスキ)
- メヌエット (ペツォールト)
- メヌエット (ボッケリーニ) → 弦楽五重奏曲G275 (ボッケリーニ)
- メフィストーフェレ (ボーイト)
- メフィスト・ワルツ (リスト)
- 牝山羊の踊り (オネゲル)
- メリー・ウィドウ (レハール)

### も
- モイーズとファラオン (ロッシーニ)
- もう飛ぶまいぞこの蝶々 → フィガロの結婚 (モーツァルト)
- 燃える恋 (ヨーゼフ・シュトラウス)
- もし貴方が私を愛してくれて (ペルゴレージ)
- モスクワ (チャイコフスキー)
- モスクワ・チェリョームシキ (ショスタコーヴィチ)
- モスクワの思い出 (ヴィェニャフスキ)
- モーゼ幻想曲 (パガニーニ)
- モーゼとアロン (シェーンベルク)
- モダンな女 (ヨーゼフ・シュトラウス)
- モーツァルトの主題による変奏曲とフーガ (レーガー)
- 木管五重奏曲 (シェーンベルク)
- 木管五重奏曲 (ニールセン)
- 木琴 (岩河三郎)
- 物語 (イベール)
- もはや私の心には感じない (パイジエッロ)
- モモと時間どろぼう (アザロワ)
- 森の歌 (ショスタコーヴィチ)
- 杜の鼓動 (丸本大悟)
- 森の静けさ (ドヴォルザーク)
- 森の情景 (シューマン)
- 森の水車 (アイレンベルク)
- 森のスケッチ (マクダウェル)
- 森の精 (管弦楽のためのバラード) (シベリウス)
- 森の精 (交響詩) (シベリウス)
- モルダウ → わが祖国 (スメタナ)
- モロッソのリズムで (アルカン)
- もろびと手をとり (ヨハン・シュトラウス2世)
- モンタニャールの詩 (ヴァン・デル・ロースト)
- モンテカルロの女 (プーランク)

## や行

### や
- 瑶族舞曲 (劉鉄山、茅沅)
- ヤコブの梯子 (シェーンベルク)
- 優しい歌 (フォーレ)
- 野人 (渡邊浦人)
- 夜想曲 (ショパン) （全21曲）
  - 夜想曲第1番 (ショパン)
  - 夜想曲第2番 (ショパン)
  - 夜想曲第3番 (ショパン)
  - 夜想曲第4番 (ショパン)
  - 夜想曲第5番 (ショパン)
  - 夜想曲第6番 (ショパン)
  - 夜想曲第7番 (ショパン)
  - 夜想曲第8番 (ショパン)
  - 夜想曲第9番 (ショパン)
  - 夜想曲第10番 (ショパン)
  - 夜想曲第11番 (ショパン)
  - 夜想曲第12番 (ショパン)
  - 夜想曲第13番 (ショパン)
  - 夜想曲第14番 (ショパン)
  - 夜想曲第15番 (ショパン)
  - 夜想曲第16番 (ショパン)
  - 夜想曲第17番 (ショパン)
  - 夜想曲第18番 (ショパン)
  - 夜想曲第19番 (ショパン)
  - 夜想曲第20番 (ショパン)
  - 夜想曲第21番 (ショパン)
- 夜想曲 (ドビュッシー)
- 夜想曲 (フォーレ)
  - 夜想曲第3番 (フォーレ)
- 夜想曲とタランテラ (シマノフスキ)
- 柳河風俗詩 (多田武彦)
- 屋根の上の牛 / 屋根の上の牡牛 (ミヨー)
- ヤーブカ (ヨハン・シュトラウス2世)
- 破れ、砕け、壊て (J.S.バッハ)
- 山と湖の国 (マッカン)
- 山の夏の日 (ダンディ)

### ゆ
- 憂鬱なセレナード (チャイコフスキー)
- 優雅で感傷的なワルツ → 高雅で感傷的なワルツ (ラヴェル)
- 優雅なインドの国々 (ラモー)
- 勇敢な飛行 (スウェアリンジェン)
- 遊戯 (ドビュッシー)
- 友人フリッツ (マスカーニ)
- 夕鶴 (團伊玖磨)
- 夕映えに (シューベルト)
- 愉快な戦争 (ヨハン・シュトラウス2世)
- ユーカラ (早坂文雄)
- 雪明りの路 (多田武彦)
- ゆく河の流れは絶えずして (柴田南雄)
- ユグノー教徒 (マイアベーア)
- 行け、怒りにかられて (モーツァルト)
- ユース・シンフォニー (ラフマニノフ)
- ユダス・マカベウス (ヘンデル)
- ユダヤの女 (アレヴィ)
- 指輪物語 → 交響曲第1番 (デ・メイ)
- 夢 (トスティ)
- 夢とカプリッチョ (ベルリオーズ)
- 夢のあとに (フォーレ)
- 夢の意味 (上田真樹)
- 夢の形 (ヨハン・シュトラウス2世)
- 夢の樹 (デュティユー)
- 夢の子供たち (エルガー)
- 夢の姿 (モーツァルト)
- 夢の世界を (橋本祥路)
- 夢の時 (武満徹)
- 夢見るゲールゲ (ツェムリンスキー)
- 夢見る人 (フォスター)
- ユーモレスク (ドヴォルザーク)
- ゆりかごから墓場まで (リスト)

### よ
- 宵の明星の軌道 (ヨーゼフ・シュトラウス)
- 妖精 (ワーグナー)
- 妖精ヴィッリ (プッチーニ)
- 妖精のエアと死のワルツ (スタンプ)
- 妖精の丘に (バックス)
- 妖精の踊り (バッジーニ)
- 妖精の踊り (ベルリオーズ) → ファウストの劫罰
- 妖精の接吻 (ストラヴィンスキー)
- 幼年連祷 (新実徳英)
- 預言者 (マイアベーア)
- 予言の鳥 →森の情景 (シューマン)
- ヨゼフ伝説 (リヒャルト・シュトラウス)
- 四つの気質 → 交響曲第2番 (ニールセン)
- 夜鳴きうぐいす (ストラヴィンスキー)
- ヨーネ (ペトレッラ)
- ヨハネ受難曲 (J.S.バッハ)
- 世の終わりへの行進 (ネリベル)
- 世の終わりのための四重奏曲 (メシアン)
- ヨハネの黙示録より (リャードフ)
- 夜 (フルート協奏曲) (ヴィヴァルディ)
- 夜 (ムソルグスキー)
- 夜 (ルビンシテイン)
- 夜と夢 (シューベルト)
- 夜の歌 (エルガー)
- 夜のガスパール (ラヴェル)
- 夜の騎行と日の出 (シベリウス)
- 夜の女王のアリア (モーツァルト)
→ 復讐の炎は地獄のように我が心に燃え
- 喜びの島 (ドビュッシー)
- 四手のためのピアノソナタ (モーツァルト)

## ら行

### ら
- 雷雨 (チャイコフスキー)
- ライツアウトマーチ (マッコイ)
- ライムント時代の調べ (ヨハン・シュトラウス2世)
- 雷鳴と稲妻 (ヨハン・シュトラウス2世)
- ライモンダ (グラズノフ)
- ライン → 交響曲第3番 (シューマン)
- ラインの黄金 (ワーグナー)
- ラ・ヴァルス (ラヴェル)
- ラ・ヴィヴァンディエール (プーニ)
- ラ・エスメラルダ (ベルタン)
- ラ・カンパネラ → ヴァイオリン協奏曲第2番 (パガニーニ)
- ラ・カンパネラ (リスト)
- 楽園とペリ (シューマン)
- ラクセンブルク・ポルカ (ヨーゼフ・シュトラウス)
- ラグビー (オネゲル)
- ラグタイム・ダンス (ジョプリン)
- ラクメ (ドリーブ)
- 落葉 (ベンソン)
- ラクリメ―ダウランドの歌曲の投影(ブリテン)
- ラーコーツィ行進曲 (ハンガリー民謡)
- ラーコーツィ行進曲 → ファウストの劫罰 (ベルリオーズ)
- ラ・ゴロンドリーナ (セラデル)
- ラシーヌの雅歌 (フォーレ)
- ラシュスコ舞曲 (ヤナーチェク)
- ラ・ジョコンダ (ポンキエッリ)
- ラ・シルフィード (シュナイツホーファ、レーヴェンショルド)
- ラ・ストラヴァガンツァ (ヴィヴァルディ)
- ラ・チェトラ (ヴィヴァルディ)
- ラ・チ・ダレム変奏曲 (ショパン)
- ラッパ吹きの休日 (アンダーソン)
- ラデツキー行進曲 (ヨハン・シュトラウス1世)
- ラ・バヤデール (ミンクス)
- ラ・ファヴォリート (ドニゼッティ)
- ラ・フィユ・マル・ガルデ (エロルド、ヘルテル)
- ラプソディ作品1 (バルトーク)
- ラプソディ第1番 (バルトーク)
- ラプソディ第2番 (バルトーク)
- ラプソディ・イン・ブルー (ガーシュウィン)
- ラ・ペリ (デュカス)
- ラ・ペリ (ブルグミュラー)
- ラ・ペリコール (オッフェンバック)
- ラミフィカシオン (リゲティ)
- ラムンチョ (ピエルネ)
- ラヨーク (ムソルグスキー)
- ラルゴ → オンブラ・マイ・フ (ヘンデル)
- ランスへの旅、または黄金の百合咲く宿 (ロッシーニ)
- ランドスケープ (細川俊夫)
- ランメルモールのルチア (ドニゼッティ)

### り
- リア王 (ベルリオーズ)
- リエンツィ (ワーグナー)
- リカルド・ノルドローク追悼の葬送行進曲 (グリーグ)
- 利口な女狐の物語 (ヤナーチェク)
- リゴレット (ヴェルディ)
- 「リゴレット」による演奏会用パラフレーズ (リスト)
- 理性の女神 (ヨハン・シュトラウス2世)
- リーダークライス 作品24 (シューマン)
- リーダークライス 作品39 (シューマン)
- リジー・ボーデン（ビーソン）
- 理想 (リスト)
- リナルド (ヘンデル)
- リブシェ（スメタナ）
- リュイ・ブラース (メンデルスゾーン)
- リュッケルト歌曲集 (マーラー)
- リュートのための古風な舞曲とアリア (レスピーギ)
- 梁山伯と祝英台 (何占豪、陳鋼)
- リンカンシャーの花束 (グレインジャー)
- リンダラハ (ドビュッシー)

### る
- ルイザ・ミラー (ヴェルディ)
- ルイーズ (G.シャルパンティエ)
- ルイーゼが不実な恋人の手紙を焼いたとき (モーツァルト)
- ルオンノタル (シベリウス)
- ルクス・エテルナ (リゲティ)
- ル・グラン・タンゴ (ピアソラ)
- ル・グラン・マカーブル (リゲティ)
- ルクレツィア・ボルジア (ドニゼッティ)
- ルクレティアの凌辱 (ブリテン)
- ルサルカ (ドヴォルザーク)
- ルーシ (バラキレフ)
- ル・シッド (マスネ)
- ルスランとリュドミラ (グリンカ)
- ルネ王の暖炉 (ミヨー)
- ルーマニア狂詩曲 (エネスク)
- ルーマニア民俗舞曲 (バルトーク)
- ル・マルトー・サン・メートル (ブーレーズ)
- ルル (ベルク)
- ルール・ブリタニア (トーマス・アーン)
- 流浪の民 (シューマン)

### れ
- レオノーレ序曲第1番 (ベートーヴェン)
- レオノーレ序曲第2番 (ベートーヴェン)
- レオノーレ序曲第3番 (ベートーヴェン)
- レクイエム (ヴェルディ)
- レクイエムハ短調 (ケルビーニ)
- レクイエム (ゴセック)
- レクイエム (コルネリウス)
- レクイエム (サン＝サーンス)
- レクイエム (シューマン)
- レクイエム (ディーリアス)
- レクイエム (デュリュフレ)
- レクイエム (ドヴォルザーク)
- レクイエム (ミヒャエル・ハイドン)
- レクイエム変ロ長調 (ミヒャエル・ハイドン)
- レクイエム (ピツェッティ)
- レクイエム (フォーレ)
- レクイエム (ベルリオーズ)
- レクイエム (ポガニー)
- レクイエム (三善晃)
- レクイエム (モーツァルト)
- レクイエム (レーガー)
- レクイエム (ロッティ)
- レクイエム・カンティクルズ (ストラヴィンスキー)
- レゲンデ (ヴィエニャフスキ)
- レ・シルフィード (ショパン原曲、ロイ・ダグラス他編曲)
- レチタティーヴォとアリア K.316 (モーツァルト)
- レーナウの「ファウスト」による2つのエピソード (リスト)
- レニャーノの戦い (ヴェルディ)
- レ・バンダール・ログ (ケクラン)
- レ・ボレアード (ラモー)
- レモンの花咲くところ (ヨハン・シュトラウス2世)
- レリオ、あるいは生への復帰 (ベルリオーズ)
- 恋愛禁制 (ワーグナー)
- 練習曲 (カイザー)
- 練習曲 (サン＝サーンス)
- 練習曲作品4 (シマノフスキ)
- 練習曲 (ショパン)
  - 練習曲作品10-1 (ショパン)
  - 練習曲作品10-12 (ショパン)
  - 練習曲作品25-1 (ショパン)
  - 練習曲作品25-11 (ショパン)
- 練習曲 (スクリャービン)
- 練習曲 (ドビュッシー)
- 練習曲 (リゲティ)
- 連隊の娘 (ドニゼッティ)
- レンダリング (ベリオ)
- 連祷 (アラン)
- レントより遅く (ドビュッシー)
- レンミンカイネン組曲 (シベリウス)

### ろ
- ローエングリン (ワーグナー)
- 六重奏曲 (トゥイレ)
- 六重奏曲 (プーランク)
- 六重奏曲 (ベートーヴェン)
- ロココの主題による変奏曲 (チャイコフスキー)
- ロシア序曲 (プロコフィエフ)
- ロシアとキルギスの主題による序曲 (ショスタコーヴィチ)
- ロシアのクリスマス音楽 (リード)
- ロシアの皇太子 (レハール)
- ロシアの復活祭 (リムスキー＝コルサコフ)
- ロシア風行進幻想曲 (ヨハン・シュトラウス2世)
- ロシア風スケルツォ (ストラヴィンスキー)
- ロジェ王 (シマノフスキ)
- ロスコ・チャペル (フェルドマン)
- ロスティスラフ公 (ラフマニノフ)
- ロッキー・ポイント・ホリデー (ネルソン)
- ロッシニアーナ (レスピーギ)
- ロデオ (コープランド)
- ロデリンダ (ヘンデル)
- ロブ・ロイ (ベルリオーズ)
- ローマ (ビゼー)
- ローマの謝肉祭 (ベルリオーズ)
- ローマの謝肉祭（ドイツ語版）（ヨハン・シュトラウス2世）
- ローマの噴水 (レスピーギ)
- ローマの松 (レスピーギ)
- ローマの祭り (レスピーギ)
- ロマンティックな組曲 (レーガー)
- ロマンティックな小品 (ドヴォルザーク)
- ロマンティックな人びと (ヨーゼフ・ランナー)
- ロマンス (ドヴォルザーク)
- ロマンス第1番 (ベートーヴェン)
- ロマンス第2番 (ベートーヴェン)
- ロメオとジュリエット (グノー)
- ロメオとジュリエット (チャイコフスキー)
- ロメオとジュリエット (プロコフィエフ)
- ロメオとジュリエット (ベルリオーズ)
- ローレライ＝ラインの調べ (ヨハン・シュトラウス1世)
- ロンジュモーの御者 (アダン)
- ロンターノ (リゲティ)
- ロンド ハ短調 (ショパン)
- ロンド ハ長調 (ショパン)
- ロンド 変ホ長調 (ショパン)
- ロンド ハ短調 (ブルックナー)
- ロンド イ短調 (モーツァルト)
- ロンド・クラコヴィアク (ショパン)
- ロンドン交響曲 (ヴォーン・ウィリアムズ)

## わ行

### わ
- 若き芸術家の棺の傍らで (ニールセン)
- 若き日の歌 (マーラー)
- わが人生は愛と喜び (ヨーゼフ・シュトラウス)
- わが祖国 (シベリウス)
- わが祖国 (スメタナ)
- 我が母の教えたまいし歌 (ドヴォルザーク)
- ワカヒメ (三木稔)
- わが家で (ヨハン・シュトラウス2世)
- 別れの曲 → 練習曲Op.10-3 (ショパン)
- 惑星 (組曲) (ホルスト)
- わしらの新しいご領主に (J.S.バッハ)
- ワシントン・ポスト (スーザ)
- 忘れがたき1919年 (ショスタコーヴィチ)
- 忘れられた捧げもの (メシアン)
- 忘れられた者 (ムソルグスキー)
- 忘れられたワルツ (リスト)
- 私の命も奪ってください (A.スカルラッティ)
- 私のお父さん → ジャンニ・スキッキ (プッチーニ)
- 私の侯爵様 → こうもり (ヨハン・シュトラウス2世)
- わたしの願い (髙田三郎)
- 私の両眼を閉じてください (ベルク)
- 私は心に感じる (A.スカルラッティ)
- 私は鳥刺し → 魔笛 (モーツァルト)
- 私はペンナに一人恋人を持っている (ヴォルフ)
- 私を傷つけるのをやめるか (A.スカルラッティ)
- 私を死なせて (モンテヴェルディ)
- 私を泣かせてください → リナルド (ヘンデル)
- ワルキューレ (ワーグナー)
- ワルシャワの生き残り (シェーンベルク)
- ワルソー・コンチェルト (アディンセル)
- ワルチング・マチルダ (マクファーソン原曲、コウワン改編)
- ワルツイ短調 (ショパン)
- ワルツ イ短調 (ショパン、2024年発見)
- ワルツ集【曖昧さ回避】
- ワルツ第1番 (ショパン) → 華麗なる大円舞曲 (ショパン)
- ワルツ第2番 (ショパン) → 華麗なる円舞曲 (ショパン)
- ワルツ第3番 (ショパン) → 華麗なる円舞曲 (ショパン)
- ワルツ第4番 (ショパン) → 華麗なる円舞曲 (ショパン)
- ワルツ第5番 (ショパン)
- ワルツ第6番 (ショパン) (子犬のワルツ)
- ワルツ第7番 (ショパン)
- ワルツ第8番 (ショパン)
- ワルツ第9番 (ショパン)
- ワルツ第10番 (ショパン)
- ワルツ第11番 (ショパン)
- ワルツ第12番 (ショパン)
- ワルツ第13番 (ショパン)
- ワルツ第14番 (ショパン)
- ワルツ第15番 (ショパン)
- ワルツ集 (ブラームス)
- ワルツ・スケルツォ (チャイコフスキー)
- ワルツの夢 (オスカー・シュトラウス)
- 悪口学校 (バーバー)
- ワルトシュタイン → ピアノソナタ第21番 (ベートーヴェン)
- われ死者の復活を待ち望む (メシアン)
- 我は汝に誓う、我が祖国よ (ホルスト)
- われは喜びて十字架を負わん (J.S.バッハ)
- われらが神は堅き砦 (J.S.バッハ)
- 我らが時代の子 (ティペット)
- 我らの時代の歌 (プロコフィエフ)
- 我らの主イエス・キリストの変容 (メシアン)
- 我らの父 (デュリュフレ)
- 我らの旗が翻るところ (ヨハン・シュトラウス2世)
- ワンダフル・タウン (バーンスタイン)

### 作曲家別作品リスト
バロック
ブクステフーデ (en) - 
ヴィヴァルディ - 
ドメニコ・スカルラッティ(楽曲一覧 - ソナタ) - 
J.S.バッハ - 
ヘンデル
古典派
ハイドン（
交響曲 - 
舞台作品 - 
管弦楽曲 - 
協奏曲 - 
弦楽四重奏曲 - 
三重奏曲 - 
バリトン - 
カノン - 
ピアノソナタ - 
ピアノ曲 - 
歌曲） - 
モーツァルト（
交響曲 - 
管弦楽曲 - 
舞曲 - 
協奏曲 - 
室内楽曲 - 
ヴァイオリンソナタ - 
舞台作品 - 
ミサ曲） - 
ケルビーニ (オペラ) - 
ベートーヴェン
ロマン派
パガニーニ - 
ウェーバー - 
ロッシーニ - 
シューベルト - 
ドニゼッティ (オペラ) - 
ベルリオーズ - 
メンデルスゾーン - 
シューマン - 
ショパン - 
リスト(S.1 - S.350 - 
S.351 - S.999) - 
タールベルク - 
アルカン (en) - 
ヴェルディ - 
ワーグナー - 
フランク - 
ラロ (en) - 
スメタナ - 
ブルックナー - 
ヨハン・シュトラウス2世 - 
ヨーゼフ・シュトラウス - 
ルビンシテイン - 
ブラームス - 
ボロディン - 
キュイ - 
サン＝サーンス - 
エドゥアルト・シュトラウス1世 - 
バラキレフ - 
ビゼー - 
ムソルグスキー - 
ラインベルガー - 
チャイコフスキー - 
シャブリエ - 
ドヴォルザーク - 
マスネ (オペラ) - 
グリーグ - 
サラサーテ - 
リムスキー＝コルサコフ - 
フォーレ - 
ヤナーチェク - 
ショーソン - 
リャードフ - 
エルガー - 
プッチーニ - 
イッポリトフ＝イワノフ - 
アルベニス - 
マーラー - 
アレンスキー - 
ディーリアス - 
ドビュッシー
近代音楽・現代音楽
リヒャルト・シュトラウス - 
グラズノフ - 
シベリウス - 
ニールセン - 
サティ - 
グラナドス - 
ルーセル - 
ストヨフスキ - 
ヴォーン・ウィリアムズ - 
スクリャービン - 
ラフマニノフ - 
レーガー - 
アイヴズ - 
シェーンベルク - 
スク - 
ホルスト - 
ラヴェル - 
ファリャ - 
ブライアン - 
ブリッジ - 
メトネル - 
エネスク - 
バルトーク - 
ミャスコフスキー - 
コダーイ - 
シマノフスキ - 
ストラヴィンスキー - 
ヴェーベルン - 
クーラ - 
ベルク - 
デュレ - 
プロコフィエフ - 
オネゲル - 
ミヨー - 
ヒンデミット - 
ハンソン - 
コルンゴルト - 
タンスマン (ピアノ曲) - 
プーランク - 
コープランド - 
フィンジ - 
ロドリーゴ - 
ウォルトン - 
諸井三郎 - 
カバレフスキー - 
チゾーム - 
ショスタコーヴィチ - 
須賀田礒太郎 - 
メシアン - 
バーバー - 
安部幸明 - 
ホヴァネス (en) - 
ケージ - 
ブリテン - 
ルトスワフスキ - 
伊福部昭 - 
カステジャーノス - 
柴田南雄 - 
尹伊桑 - 
ヴァインベルク - 
アーノルド - 
入野義朗 - 
シンプソン - 
クセナキス - 
リゲティ - 
團伊玖磨 - 
芥川也寸志 - 
ブーレーズ - 
シュトックハウゼン - 
シェッフェル - 
リュック・フェラーリ - 
松村禎三 - 
矢代秋雄 - 
湯浅譲二 - 
武満徹 - 
ペンデレツキ - 
グロボカール - 
シュニトケ - 
石井眞木 - 
カプースチン - 
デ・メイ - 
吉松隆 - 
バクリ - 
藤家渓子 - 
八木澤教司